# Cipru
Cipru (în greacă Κύπρος / Kípros, în turcă Kıbrıs; pronunție turcă: [ˈkɯbɾɯs]; greacă: [ˈcipros]), oficial Republica Cipru (în greacă Κυπριακή Δημοκρατία, Kipriakí Dhimokratía, în turcă Kıbrıs Cumhuriyeti), este o țară insulară în Marea Mediterană, membră a Uniunii Europene. Este situată la sud de Turcia, la vest de Siria și Liban, la nord-vest de Israel și Fâșia Gaza, la nord de Egipt și la est de Grecia.
Cele mai vechi rămășite umane de pe insula Cipru datează din mileniul al X-lea î.e.n., precum cele din satul neolitic Khirokitia. În Cipru se găsesc unele dintre cele mai vechi puțuri de apă din lume. Cipru a fost colonizat de către micenienii greci în două valuri, în mileniul al II-lea î.e.n.. Situat într-o locație strategică în Orientul Mijlociu, acesta a fost ulterior ocupat de mai multe puteri majore, precum Imperiul Asirian, Egiptul Antic și Imperiul Persan, după care a fost capturat în anul 333 î.e.n. de către Alexandru cel Mare. Ulterior a fost sub ocupație a Egiptului Ptolemaic, Imperiului Roman și Bizantin, califatele arabe (pentru o perioadă scurtă), dinastia franceză Lusignan și Veneției, după care a fost sub ocupație otomană timp de peste trei secole între 1571 și 1878 (de jure până în 1914).
Ciprul a fost plasat sub administrație britanică în 1878 și anexat oficial de Marea Britanie în 1914. Partiția Ciprului și crearea unui stat turc în nordul insulei a devenit o politică a liderilor ciprioți turci și a Turciei începând cu anii 1950. Liderii turci au promovat anexarea Ciprului de către Turcia deoarece ei considerau Ciprul ca fiind o "extensie a Anatoliei"; Pe de alta parte, încă din secolul al XIX-lea,  majoritatea ciprioților greci și biserica ortodoxă promovau unirea cu Grecia, care a devenit o politică națională greacă în anii 1950. În urma violențelor naționaliste din anii 1950, Ciprul a obținut independența în 1960. Cu toate acestea, violența intercomunala dintre ciprioții greci și ciprioții turci a continuat și după obținerea independenței, în urma cărora mai mult de 25.000 de ciprioți turci au devenit refugiați.:17–20 La 15 iulie 1974, o lovitură de stat a fost organizată de naționaliștii greci ciprioți și de o parte a juntei militare din Grecia într-o încercare de a uni Ciprul cu Grecia. Această acțiune a precipitat invazia turcă a Ciprului, care a condus la capturarea teritoriului actual al Ciprului de Nord. În perioada invaziei și de după, peste 150.000 de ciprioți greci și 50.000 de ciprioți turci au fost refugiați în partea sudică respectiv nordică a insulei. Republica Turcă a Ciprului de Nord este creată în anul 1983 în partea de nord a insulei. Aceste evenimente și situația politică care a rezultat în urma invaziei sunt chestiuni care se dispută și astăzi.
Republica Cipru are suveranitate de jure asupra insulei Cipru și apelor din jur, cu excepția bazelor militare britanice Akrotiri și Dhekelia, administrat ca zone de suveranitate. Cu toate acestea, Republica Cipru este de facto împărțită în două părți principale; zona de sub controlul efectiv al Republicii, care cuprinde circa 59% din suprafața insulei, și zona de nord, administrată de Republica Turcă a Ciprului de Nord, care este recunoscută doar de Turcia, acoperind aproximativ 36% din suprafața insulei. Comunitatea internațională consideră că partea de nord a insulei este teritoriu al Republicii Cipru sub ocupație de către forțele armate turcești.
Cipru este o destinație turistică majoră în Marea Mediterană. Cipru are o economie avansată, cu venituri ridicate și un Indice al Dezvoltării Umane foarte ridicat. Republica Cipru este un membru al unor organizații internationale precum Francofonia și Comunitatea Națiunilor și a fost un membru fondator al Mișcării Țărilor Nealiniate, până când a aderat la Uniunea Europeană la data de 1 mai 2004. La data de 1 ianuarie 2008, Republica Cipru a aderat la zona euro.

## Etimologie
Cea mai timpurie mențiune atestată a Ciprului este din secolul al XV-lea î.Hr., în greaca miceniană, ku-pi-ri-jo, care înseamnă „cipriot” (în greacă: Κύπριος), scrisă în scrierea silabică Linear B. Forma clasică greacă a numelui este Κύπρος (Kýpros).
Etimologia numelui este necunoscută. Sugestiile includ:
- cuvântul grecesc pentru arborele de chiparos mediteranean (Cupressus sempervirens), κυπάρισσος (kypárissos)
- numele grecesc al arborelui de henna (Lawsonia alba), κύπρος (kýpros)
- un cuvânt eteocipriot pentru cupru. S-a sugerat, de exemplu, că acesta ar avea rădăcini în cuvântul sumerian pentru cupru (zubar) sau pentru bronz (kubar), având în vedere marile depozite de minereu de cupru găsite pe insulă.[11]

Prin comerțul peste mări, insula și-a dat numele cuvântului latin clasic pentru cupru prin expresia aes Cyprium, „metal din Cipru”, ulterior prescurtată în Cuprum.
Demonimul standard referitor la Cipru sau la poporul și cultura sa este „cipriot”. Termenii „cipriot” și „ciprian” (ulterior un nume personal) sunt de asemenea folosiți, dar mai rar.
Numele oficial al statului în limba greacă se traduce literal în engleză ca „Republica Cipriotă”, dar această traducere nu este folosită oficial; în schimb, se folosește „Republic of Cyprus” (Republica Cipru).

## Istorie

### Perioada preistorică si antică

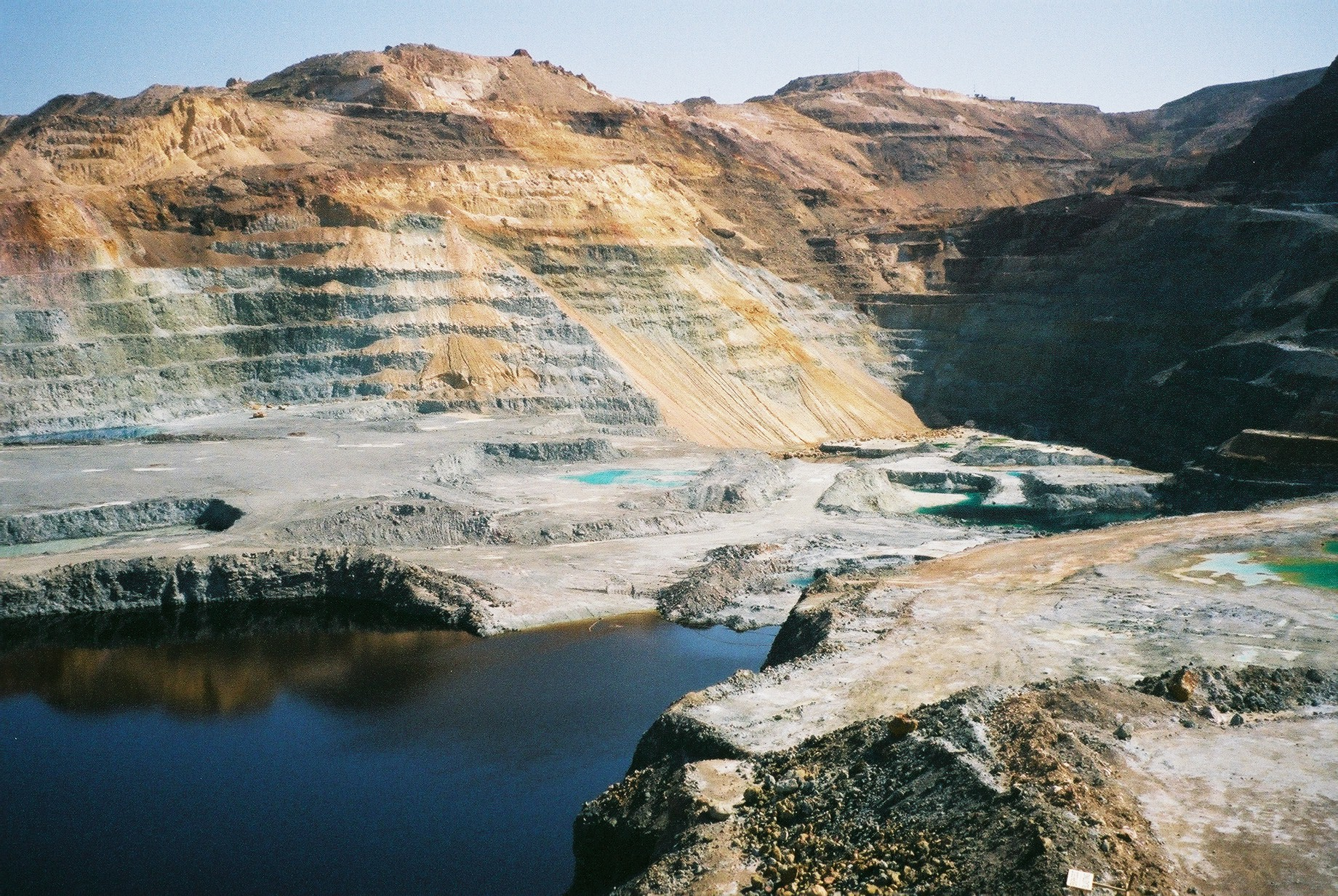
O mină de cupru în Cipru. În antichitate, Cipru era o sursă majoră de cupru

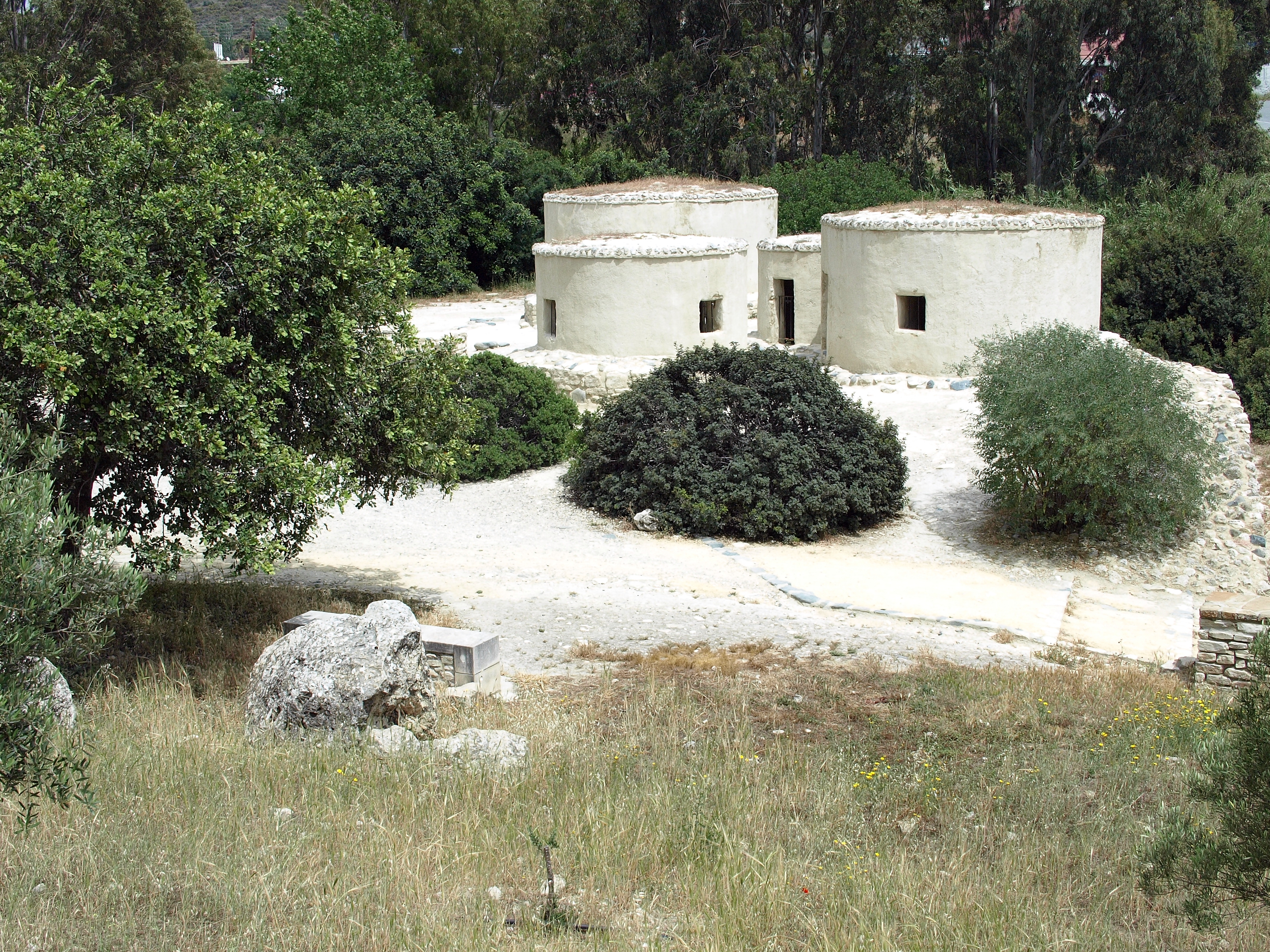
Situl arheologic Khirokitia cu rămășițe de locuire umană în timpul perioadei neolitice aceramice (reconstrucție)

Vânători-culegători au ajuns pentru prima dată în Cipru în urmă cu aproximativ 13.000–12.000 de ani (11.000–10.000 î.Hr.), conform datărilor unor situri precum Aetokremnos de pe coasta de sud și situl interior Vretsia Roudias. Sosirea primilor oameni coincide cu extincția hipopotamului pigmeu cipriot, de 75 cm înălțime, și a elefantului pitic cipriot, de 1 metru înălțime, singurele mamifere mari native insulei. Comunități agricole neolitice au apărut pe insulă în jur de 10.500 de ani în urmă (8500 î.Hr.).
Rămășițele unei pisici de opt luni au fost descoperite îngropate împreună cu un corp uman într-un alt sit neolitic din Cipru. Mormântul este estimat a avea o vechime de 9.500 de ani (7500 î.Hr.), fiind anterior civilizației egiptene antice și împingând înapoi cu mult asocierea cunoscută între oameni și pisici. Satul neolitic remarcabil de bine conservat din Khirokitia este un sit al Patrimoniului Mondial UNESCO, datând din jurul anului 6800 î.Hr.
În timpul epocii târzii a bronzului, începând cu aproximativ 1650 î.Hr., Cipru (identificat parțial sau în totalitate ca Alashiya în textele contemporane) a devenit mai conectat cu lumea mediteraneană mai largă, impulsionat de comerțul cu cupru extras din Munții Troodos. Acest lucru a stimulat dezvoltarea așezărilor urbanizate pe insulă, iar documentele sugerează că Cipru era condus în acea perioadă de „regi” care corespondau cu liderii altor state mediteraneene (precum faraonii Egiptului din Noul Regat, așa cum este documentat în scrisorile Amarna). Primul nume înregistrat al unui rege cipriot este Kushmeshusha, menționat în scrisori trimise către Ugarit în secolul al XIII-lea î.Hr.
La sfârșitul epocii bronzului, insula a experimentat două valuri de așezări grecești. Primul val a constat în negustori greci micenieni, care au început să viziteze Cipru în jurul anului 1400 î.Hr. Un val major de așezări grecești este considerat că a avut loc după prăbușirea Greciei miceniene, între 1100 și 1050 î.Hr., caracterul predominant grecesc al insulei datând din această perioadă. Cipru ocupă un rol important în mitologia greacă, fiind locul de naștere al Afroditei și al lui Adonis și casa regelui Cinyras, a lui Teucer și a lui Pygmalion. Dovezi literare sugerează o prezență feniciană timpurie la Kition, care se afla sub stăpânirea Tirului la începutul secolului al X-lea î.Hr. Unii negustori fenicieni, care se crede că proveneau din Tir, au colonizat zona și au extins influența politică a Kition. După circa 850 î.Hr., sanctuarele de la Situl Kathari au fost reconstruite și reutilizate de fenicieni.
Cipru se află într-o locație strategică în Mediterana de Est. A fost guvernat de Imperiul Neo-Asirian timp de un secol, începând cu anul 708 î.Hr., apoi pentru o scurtă perioadă sub stăpânire egipteană și, în cele din urmă, sub stăpânire ahemenidă în 545 î.Hr. Ciprioții, conduși de Onesilos, regele din Salamis, s-au alăturat grecilor din orașele ioniene în timpul nereușitei revolte ioniene din 499 î.Hr. împotriva ahemenizilor. Revolta a fost suprimată, dar Cipru a reușit să-și mențină un grad ridicat de autonomie și a rămas înclinat către lumea greacă. Pe parcursul întregii perioade de stăpânire persană, a existat o continuitate în domnia regilor ciprioți, iar în timpul revoltelor lor au fost înfrânți de conducătorii persani din Asia Mică, ceea ce indică faptul că ciprioții conduceau insula cu relații reglementate direct cu Marele Rege, fără un satrap persan. Regatele din Cipru se bucurau de privilegii speciale și un statut semiautonom, dar erau totuși considerate supuși vasali ai Marelui Rege.
Insula a fost cucerită de Alexandru cel Mare în 333 î.Hr., iar flota cipriotă l-a ajutat pe Alexandru în timpul asediului Tirului (332 î.Hr.). Flota cipriotă a fost, de asemenea, trimisă pentru a-l ajuta pe Amphoterus. În plus, Alexandru a avut doi generali ciprioți, Stasander și Stasanor, ambii din Soli, care ulterior au devenit satrapi în imperiul lui Alexandru. După moartea lui Alexandru, divizarea imperiului său și războaiele diadohilor, Cipru a devenit parte a imperiului elenistic al Egiptului ptolemeic. În această perioadă, insula a fost complet elenizată. În 58 î.Hr., Cipru a fost preluat de Republica Romană și a devenit Cipru roman în 22 î.Hr.

### Evul Mediu

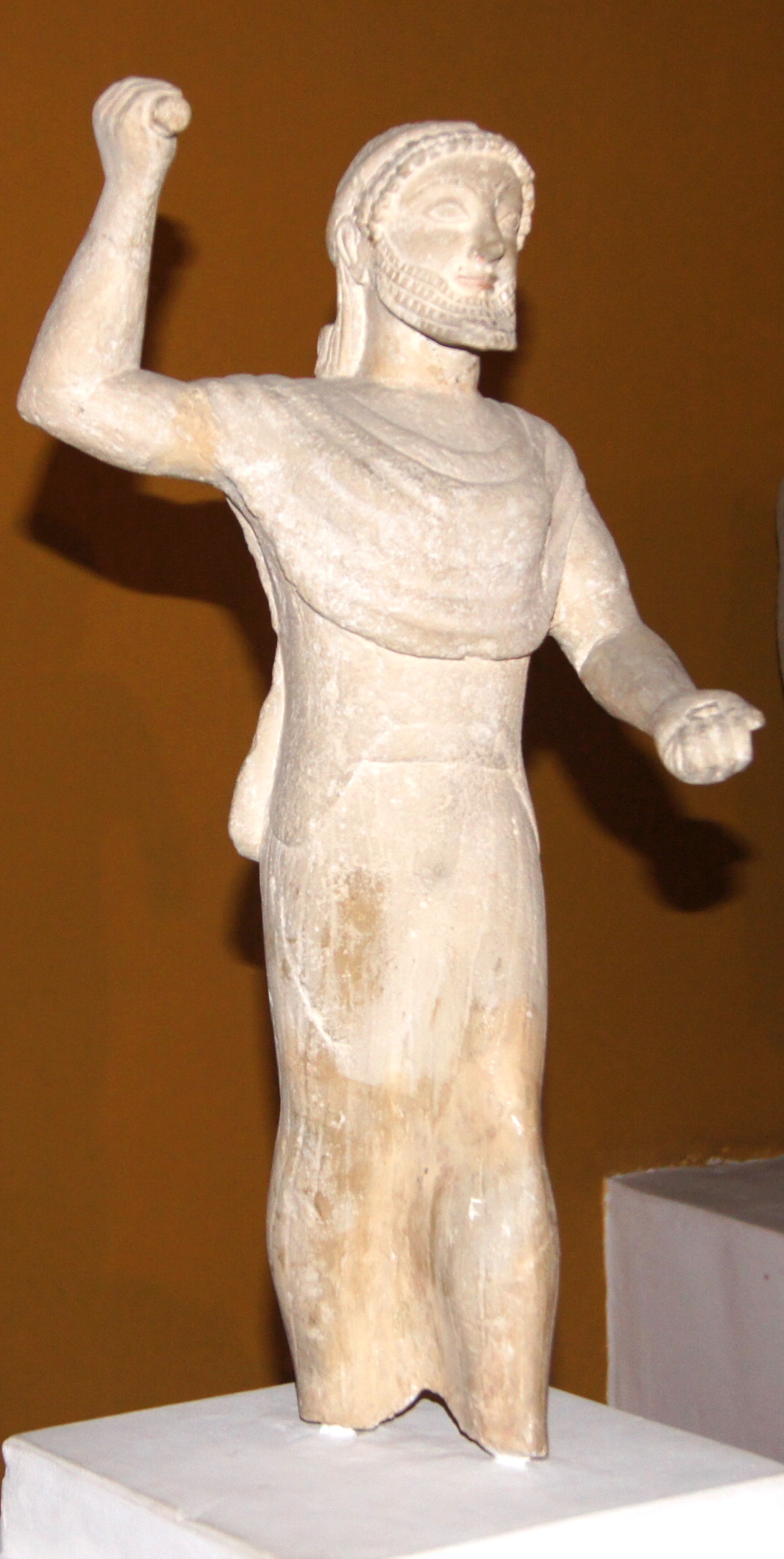
Zeus Keraunios, 500–480 î.Hr., muzeul Nicosia

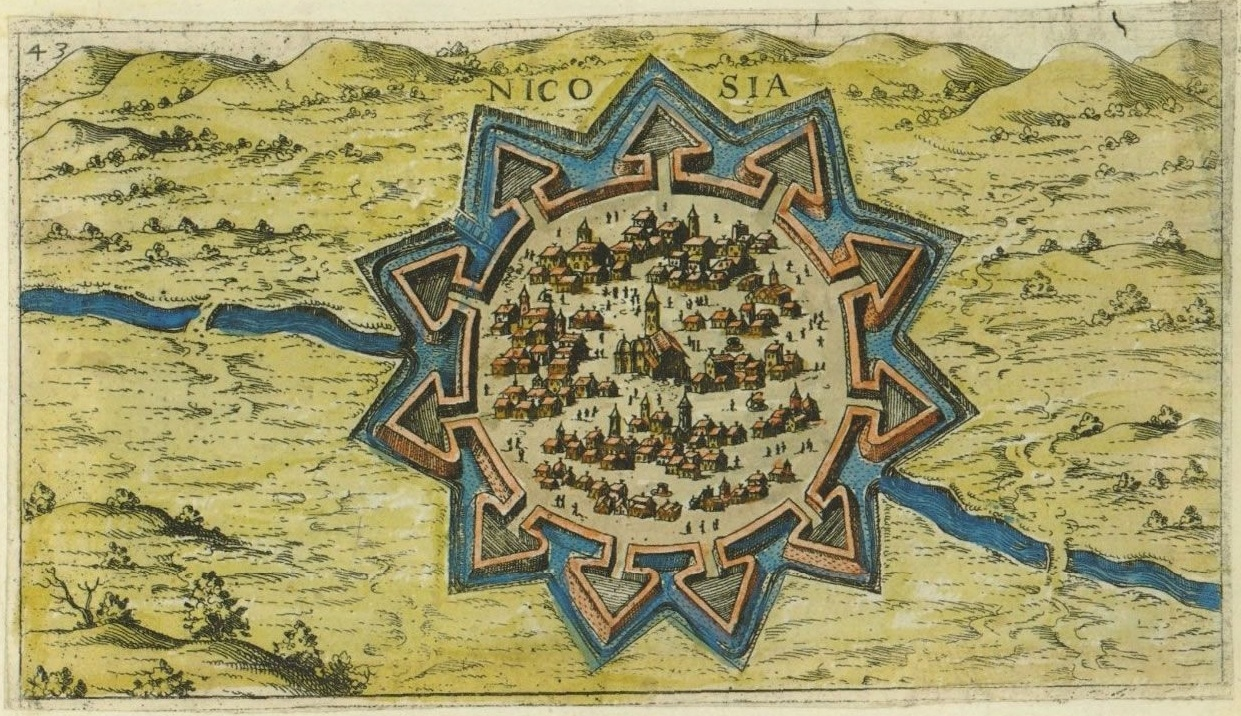
Zidurile Nicosiei au fost construite de venețieni pentru a apăra orașul în cazul unui atac otoman

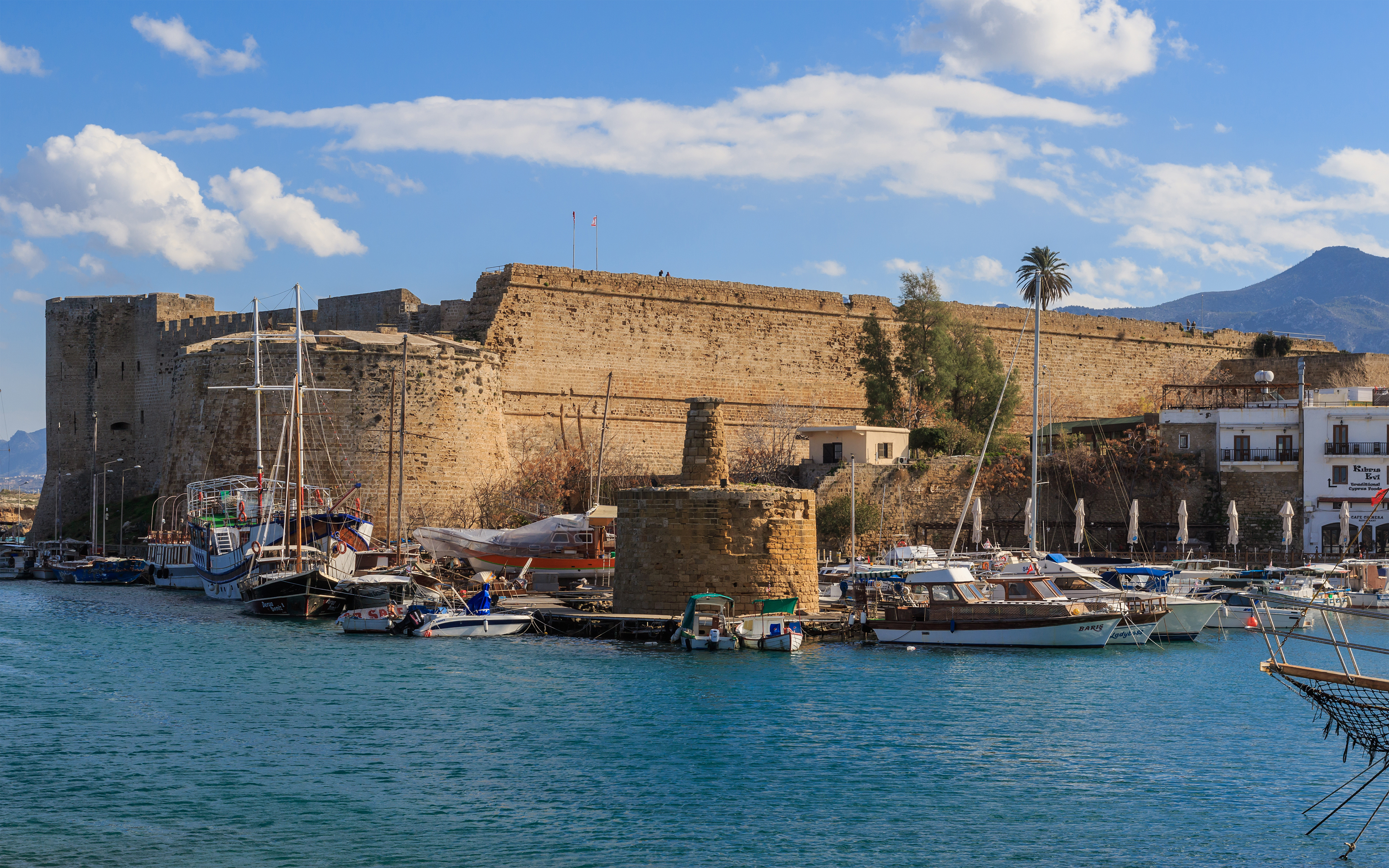
Castelul Kyrenia a fost construit inițial de bizantini și mărit de venețieni

Când Imperiul Roman a fost împărțit în părțile de Est și de Vest în 286, Cipru a devenit parte a Imperiului Roman de Răsărit (numit și Imperiul Bizantin) și a rămas astfel timp de aproximativ 900 de ani. Sub stăpânirea bizantină, orientarea greacă, proeminentă încă din antichitate, a dezvoltat un puternic caracter elenistic-creștin, care continuă să fie o trăsătură definitorie a comunității grecilor ciprioți.
Începând cu anul 649, Cipru a suportat atacuri și raiduri repetate lansate de Califatul Umayyad. Multe dintre acestea au fost raiduri rapide de piraterie, dar altele au fost atacuri de mare amploare, în care mulți ciprioți au fost măcelăriți, iar mari bogății au fost furate sau distruse. Orașul Salamis a fost distrus și nu a mai fost reconstruit. În 688, împăratul Justinian al II-lea și califul Abd al-Malik au semnat un tratat prin care Cipru urma să plătească un tribut egal atât Califatului, cât și Imperiului, și să rămână într-un statut neutru față de ambele părți. Controlul bizantin a rămas mai puternic pe coasta de nord, în timp ce arabii au exercitat mai multă influență în sud. Nu supraviețuiesc biserici bizantine din această perioadă, iar insula a intrat într-o perioadă de sărăcire. Stăpânirea bizantină completă a fost restaurată în 965, când împăratul Nikephoros II Phokas a obținut victorii decisive pe uscat și pe mare.
În 1156, Raynald de Châtillon și Thoros al II-lea al Armeniei au jefuit brutal Cipru timp de trei săptămâni, furând atât de multe prăzi și capturând atât de mulți cetățeni de frunte și familiile lor pentru răscumpărare, încât insula a avut nevoie de generații pentru a se recupera. Mai mulți preoți greci au fost mutilați și trimiși la Constantinopol.
În 1185, Isaac Komnenos, un membru al familiei imperiale bizantine, a preluat Cipru și l-a declarat independent de Imperiu. În 1191, în timpul celei de-a treia cruciade, Richard I al Angliei a capturat insula de la Isaac. El a folosit-o ca o bază de aprovizionare importantă, relativ sigură de sarazini. Un an mai târziu, Richard a vândut insula Cavalerilor templieri, care, după o revoltă sângeroasă, au vândut-o la rândul lor lui Guy de Lusignan. Fratele și succesorul său, Aimery, a fost recunoscut ca rege al Ciprului de către Henric al VI-lea, Împăratul Sfântului Imperiu Roman.
După moartea lui Iacob al II-lea în 1473, ultimul rege din dinastia Lusignan, Republica Veneția a preluat controlul insulei, în timp ce văduva venețiană a regelui, regina Caterina Cornaro, a domnit ca o figură simbolică. Veneția a anexat formal Regatul Ciprului în 1489, după abdicarea Caterinei. Venețienii au fortificat Nicosia construind zidurile orașului și au folosit-o ca un important centru comercial. Pe parcursul stăpânirii venețiene, Imperiul Otoman a efectuat frecvente raiduri asupra Ciprului. În 1539, otomanii au distrus Limassol, iar de teama celor mai rele, venețienii au fortificat și Famagusta și Kyrenia.
Deși aristocrația franceză din dinastia Lusignan a rămas clasa socială dominantă în Cipru pe parcursul perioadei medievale, presupunerea anterioară că grecii erau tratați doar ca iobagi pe insulă nu mai este considerată corectă de către academicieni. În prezent, se acceptă că perioada medievală a văzut un număr tot mai mare de greci ciprioți ridicați în clasele superioare, o creștere a rangurilor medii grecești, iar chiar și casa regală Lusignan s-a căsătorit cu greci, inclusiv regele Ioan al II-lea al Ciprului, care s-a căsătorit cu Helena Palaiologina.

### Ciprul Otoman

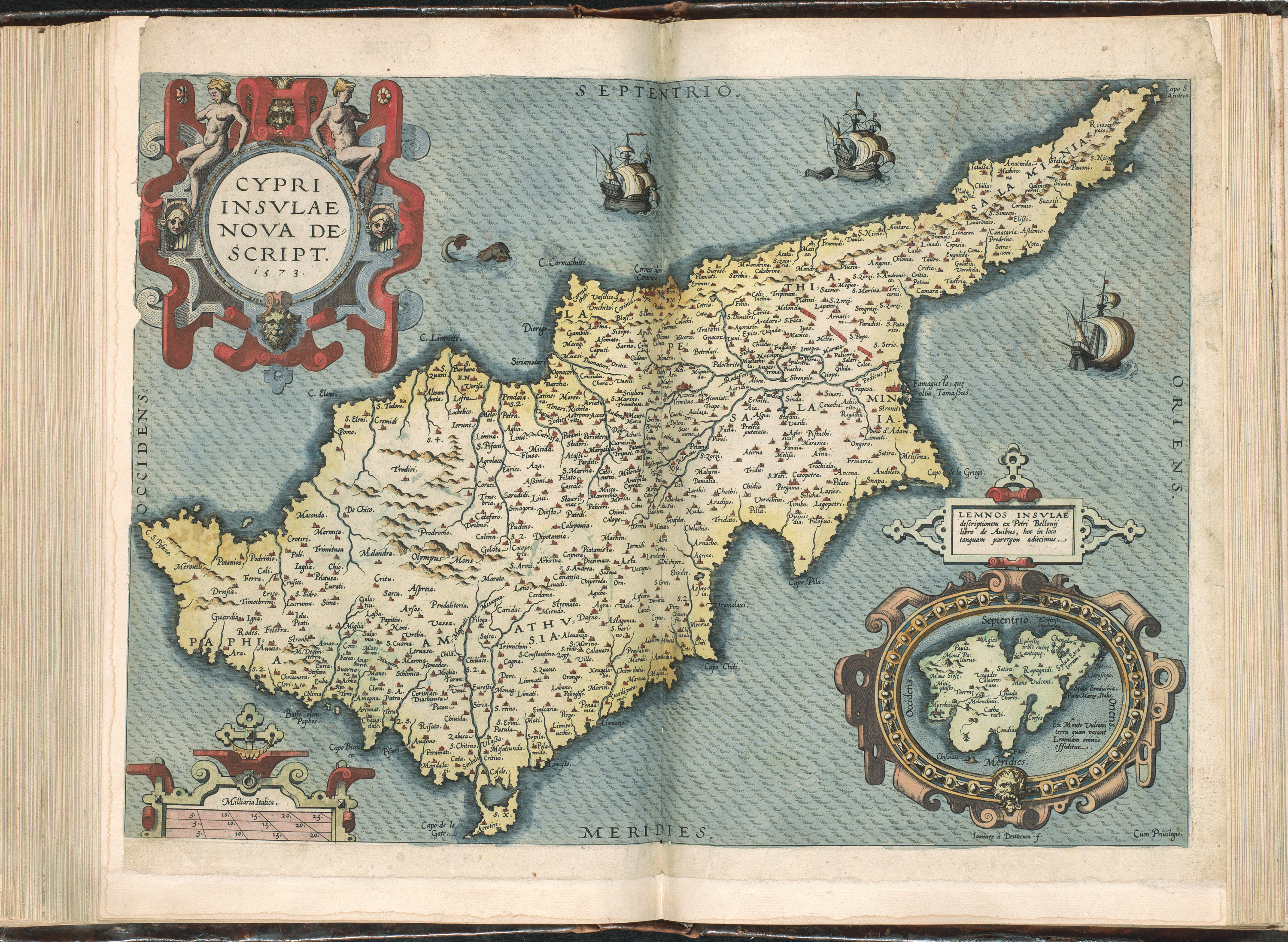
Harta Ciprului nou desenată de Johannes van Deutecom, 1573

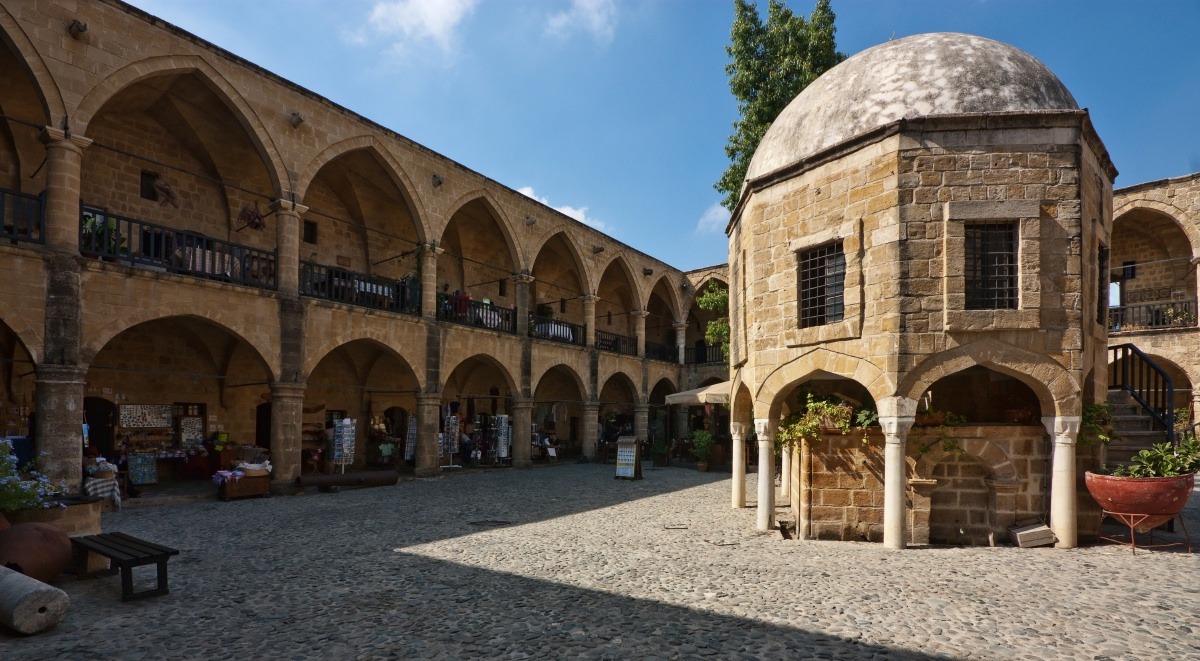
Büyük Han, un caravanserai din Nicosia, este un exemplu al arhitecturii otomane supraviețuitoare din Cipru.

În 1570, un asalt otoman pe scară largă, cu 60.000 de trupe, a adus insula sub control otoman, în ciuda rezistenței acerbe a locuitorilor din Nicosia și Famagusta. Forțele otomane care au capturat Ciprul au masacrat mulți locuitori greci și armeni creștini. Elita latină anterioară a fost distrusă, iar prima schimbare demografică semnificativă de la antichitate a avut loc odată cu formarea unei comunități musulmane. Soldații care au luptat în cucerire s-au stabilit pe insulă, iar țărani și meșteșugari turci au fost aduși pe insulă din Anatolia. Această nouă comunitate a inclus și triburi anatoliene exilate, persoane "nedorite" și membri ai diferitelor secte musulmane "problematici", precum și un număr de noi convertiți de pe insulă.
Otomanilor au desființat sistemul feudal existent anterior și au aplicat sistemul millet pe Cipru, conform căruia populațiile non-musulmane erau guvernate de propriile lor autorități religioase. Într-o inversare a situației din perioada dominației latine, conducătorul Bisericii Ciprului a fost investit ca lider al populației grecești din Cipru și a acționat ca mediator între creștinii greco-ciprioți și autoritățile otomane. Acest statut a asigurat Bisericii Ciprului poziția de a pune capăt invaziilor constante ale Bisericii Romano-Catolică. Stăpânirea otomană a Ciprului a fost uneori indiferentă, alteori opresivă, în funcție de temperamentul sultanilor și oficialilor locali.
Proporția dintre musulmani și creștini a fluctuat pe parcursul perioadei de dominație otomană. În 1777-78, 47.000 de musulmani constituiau o majoritate față de cei 37.000 de creștini de pe insulă. Până în 1872, populația insulei crescuse la 144.000, incluzând 44.000 de musulmani și 100.000 de creștini. Populația musulmană includea numeroși cripto-creștini, inclusiv Linobambaki, o comunitate cripto-catolică care a apărut din cauza persecuțiilor religioase ale comunității catolice de către autoritățile otomane; această comunitate s-a asimilat în comunitatea turco-cipriotă în timpul stăpânirii britanice.
Imediat ce a izbucnit Războiul de Independență al Greciei în 1821, mai mulți ciprioți greci au plecat în Grecia pentru a se alătura forțelor grecești. În replică, guvernatorul otoman al Ciprului a arestat și executat 486 de greci ciprioți proeminenți, inclusiv pe Arhiepiscopul Ciprului, Kyprianos, și alți patru episcopi. În 1828, primul președinte al Greciei moderne, Ioannis Kapodistrias, a cerut unirea Ciprului cu Grecia, iar numeroase revolte minore au avut loc. Reacția la proasta guvernare otomană a dus la revolte atât din partea grecilor, cât și a turcilor ciprioți, deși niciuna nu a avut succes. După secole de neglijare din partea Imperiului Otoman, sărăcia majorității populației și prezența constantă a colectorilor de taxe au alimentat naționalismul grec, iar până în secolul al XX-lea, ideea unirii cu Grecia nou independentă era ferm înrădăcinată printre greco-ciprioți.
Sub dominația otomană, nivelul de alfabetizare, înscrierea în școli și rata de alfabetizare erau scăzute. Acestea au rămas scăzute și după încheierea stăpânirii otomane, crescând rapid în secolul al XX-lea.

### Ciprul Britanic

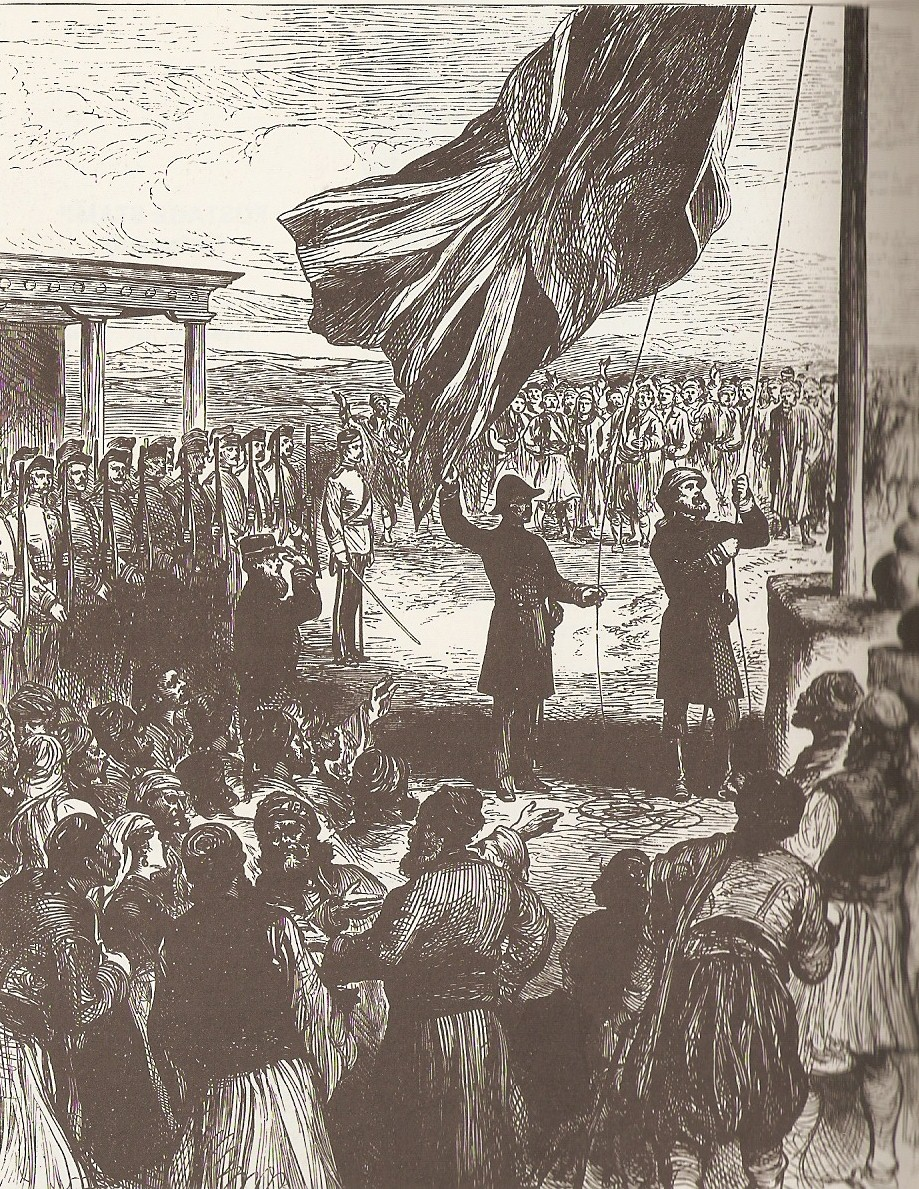
Ridicarea drapelului britanic la Nicosia

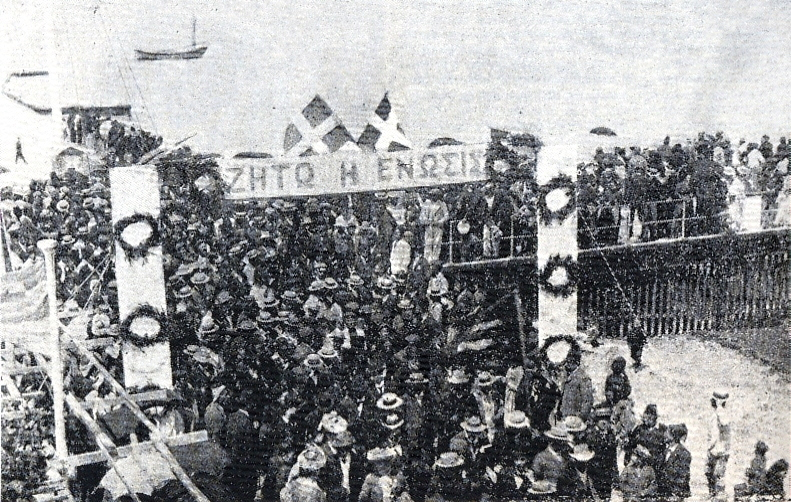
Demonstrații cipriote grecești pentru Enosis (unirea cu Grecia) în 1930

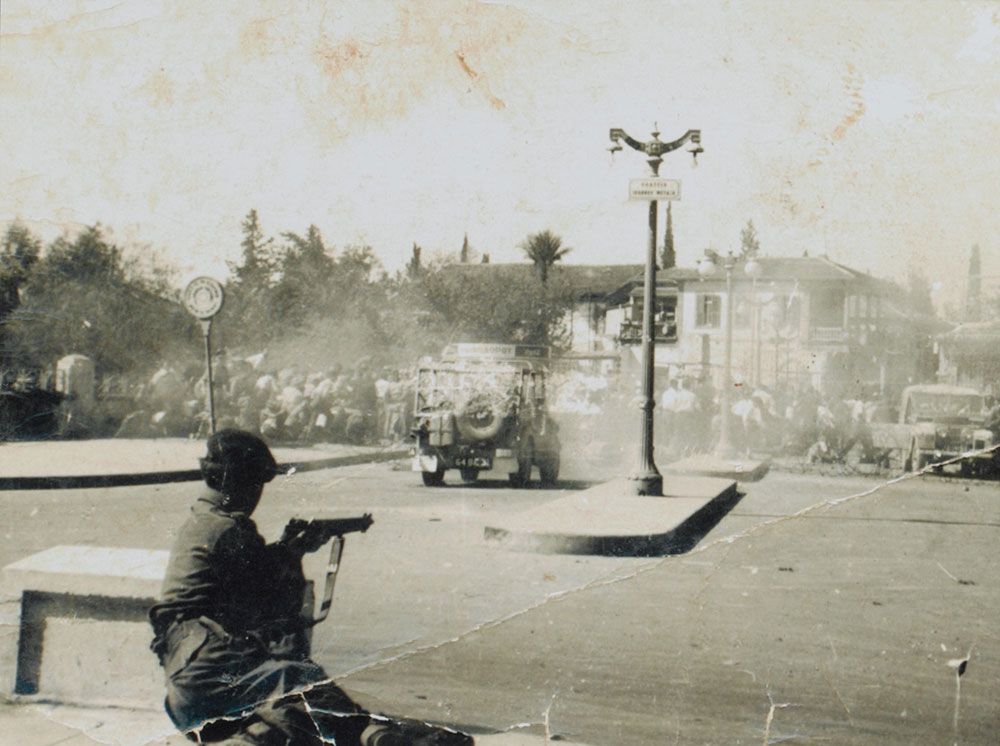
Un soldat britanic care se confruntă cu o mulțime de manifestanți ciprioți greci la Nicosia (1956)

În urma Războiului Ruso-Turc (1877–1878) și a Congresului de la Berlin, Cipru a fost închiriat Imperiului Britanic, care a preluat de facto administrarea insulei în 1878 (deși, din punct de vedere al suveranității, Cipru a rămas un teritoriu otoman de jure până la 5 noiembrie 1914, alături de Egipt și Sudan) în schimbul unor garanții că Marea Britanie va folosi insula ca bază pentru a proteja Imperiul Otoman împotriva unei posibile agresiuni rusești.
Insula urma să servească Marii Britanii ca o bază militară cheie pentru rutele sale coloniale. Până în 1906, când a fost finalizat Portul Famagusta, Cipru devenise un avanpost naval strategic care supraveghea Canalul Suez, ruta principală crucială către India, cea mai importantă posesiune de peste mări a Marii Britanii în acea perioadă. După izbucnirea Primului Război Mondial și decizia Imperiului Otoman de a se alătura războiului de partea Puterilor Centrale, la 5 noiembrie 1914, Imperiul Britanic a anexat formal Cipru și a declarat Khedivatul Otoman al Egiptului și Sudanului un sultanat și un protectorat britanic.
În octombrie 1915, Marea Britanie a oferit Ciprul Greciei, condusă de Regele Constantin I al Greciei, cu condiția ca Grecia să se alăture războiului de partea britanicilor și să vină în ajutorul Serbiei, pentru a-și îndeplini obligațiile prevăzute în tratatul sârbo-grec din mai 1913. Aceasta a oferit Greciei o „oportunitate de aur” pentru a realiza enosis-ul (unirea) cu Cipru. Alternativ, aceasta a fost considerată o „oportunitate pierdută” atunci când administrația Zaimis a refuzat propunerea britanică.
În 1923, conform Tratatului de la Lausanne, noua republică turcă a renunțat la orice pretenție asupra Ciprului, iar în 1925 insula a fost declarată colonie a Coroanei Britanice. În timpul celui de-Al Doilea Război Mondial, mulți greci și turci ciprioți s-au înrolat în Regimentul Cipriot.
Între timp, populația greco-cipriotă devenise încrezătoare că administrația britanică va conduce la enosis. Ideea de enosis făcea parte istoric din Megali Idea, o ambiție politică mai amplă a unui stat grec care să includă teritoriile cu populații grecești mari din fostul Imperiu Otoman, inclusiv Cipru și Asia Mică, cu capitala la Constantinopol, și era activ promovată de Biserica Ortodoxă Cipriotă, care își educa membrii în Grecia. Acești oficiali religioși, împreună cu ofițeri militari și profesioniști greci, dintre care unii urmăreau în continuare Megali Idea, aveau să fondeze mai târziu organizația de gherilă EOKA(Ethniki Organosis Kyprion Agoniston sau Organizația Națională a Luptătorilor Ciprioți). Grecii ciprioți vedeau insula ca fiind istoric grecească și credeau că unirea cu Grecia era un drept natural. În anii 1950, urmărirea enosis-ului a devenit parte din politica națională greacă.
Inițial, ciprioții turci au favorizat continuarea stăpânirii britanice. Totuși, au fost alarmați de solicitările greco-ciprioților pentru enosis, deoarece vedeau unirea Cretei cu Grecia, care a dus la exodul turcilor cretani, ca un precedent de evitat, și au adoptat o poziție pro-partiție ca răspuns la activitatea militantă a EOKA. Ciprioții turci se considerau, de asemenea, un grup etnic distinct pe insulă și credeau că au dreptul la autodeterminare separat de greco-ciprioți. Între timp, în anii 1950, liderul turc Menderes considera Ciprul o „extensie a Anatoliei”, respingea partiția Ciprului pe linii etnice și favoriza anexarea întregii insule de către Turcia. Sloganurile naționaliste se concentrau pe ideea că „Cipru este turcesc”, iar partidul de guvernământ declara că Ciprul face parte din patria turcească și este vital pentru securitatea acesteia. După ce și-au dat seama că faptul că populația ciprioților turci era doar 20% din totalul locuitorilor insulei făcea anexarea nefezabilă, politica națională a fost schimbată pentru a favoriza partiția. Sloganul „Partiție sau Moarte” a fost frecvent folosit în protestele ciprioților turci și turcilor începând cu sfârșitul anilor 1950 și continuând pe parcursul anilor 1960. Deși după conferințele de la Zürich și Londra Turcia părea să accepte existența statului cipriot și să se distanțeze de politica sa de favorizare a partiției insulei, scopul liderilor turci și ciprioți turci a rămas acela de a crea un stat turc independent în partea de nord a insulei.
În ianuarie 1950, Biserica Ciprului a organizat un referendum sub supravegherea clericilor și fără participarea ciprioților turci, în care 96% dintre greco-ciprioții participanți au votat în favoarea enosis. Grecii reprezentau atunci 80,2% din populația totală a insulei (conform recensământului din 1946). Autonomia restricționată sub o constituție a fost propusă de administrația britanică, dar a fost în cele din urmă respinsă. În 1955 a fost fondată organizația EOKA, care căuta unirea cu Grecia prin luptă armată. În același timp, Organizația Turcă de Rezistență (TMT), care cerea Taksim, adică partiția, a fost înființată de ciprioții turci ca un contrabalans. Oficialii britanici au tolerat și crearea organizației subterane turcești T.M.T. Secretarul de Stat pentru Colonii, într-o scrisoare datată 15 iulie 1958, l-a sfătuit pe guvernatorul Ciprului să nu acționeze împotriva T.M.T. în ciuda acțiunilor sale ilegale, pentru a nu afecta relațiile Marii Britanii cu guvernul turc.

### Independență și violență intercomunitară

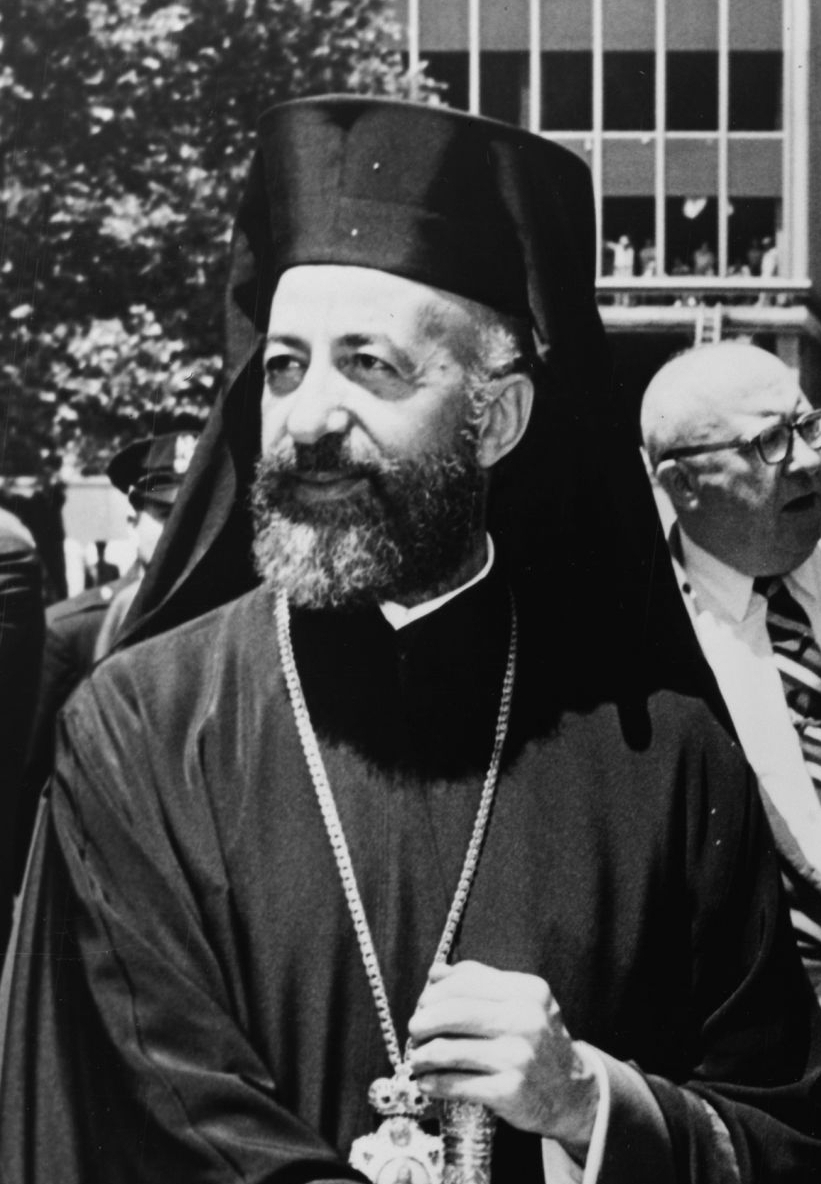
Primul președinte al Ciprului, Makarios III

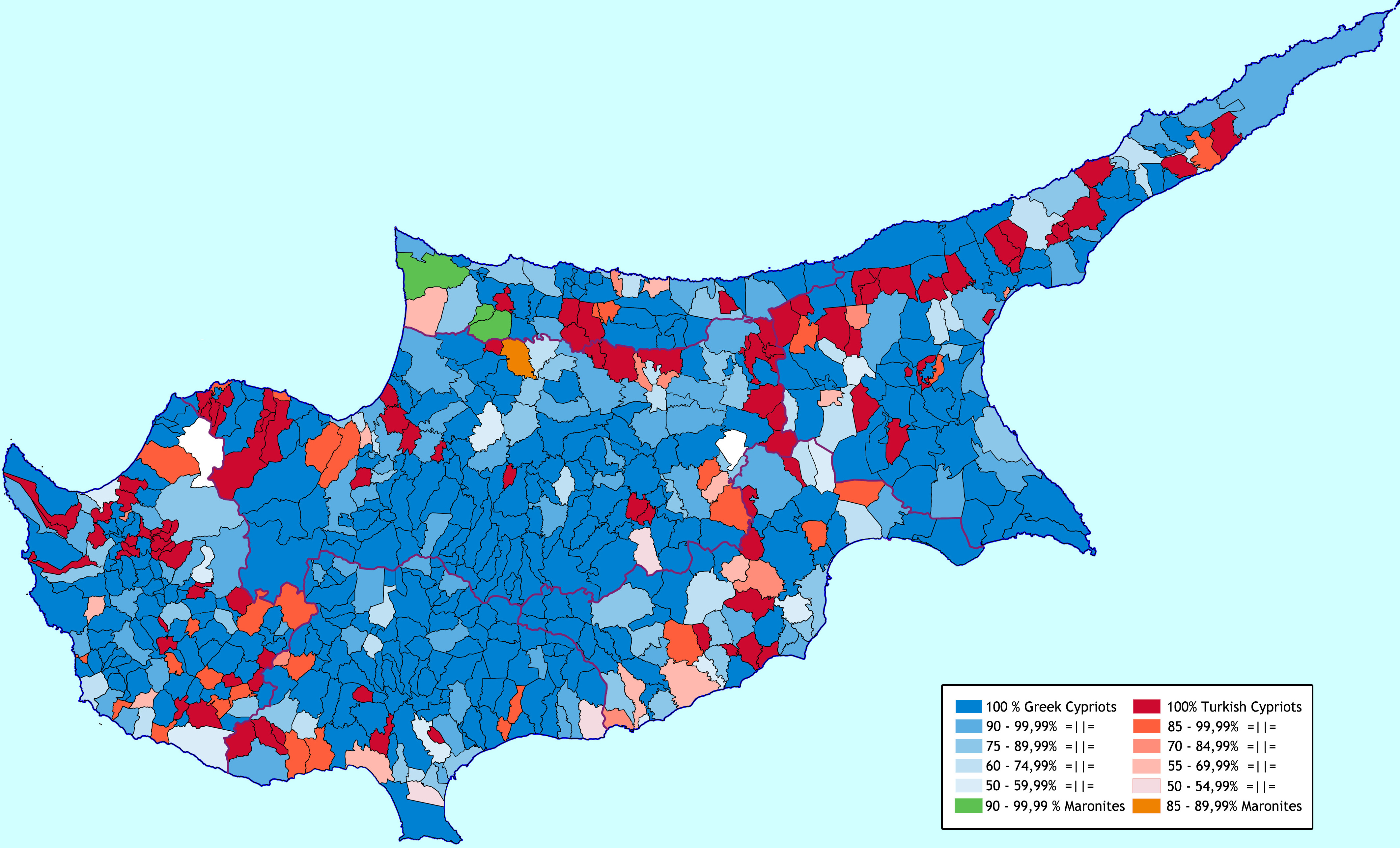
Harta etnică a Ciprului conform recensământului din 1960

În timpul stăpânirii britanice, viitorul insulei a devenit un subiect de dezacord între cele două comunități etnice proeminente, grecii ciprioți, care reprezentau 77% din populație în 1960, și turcii ciprioți, care reprezentau 18% din populație. Începând cu secolul al XIX-lea, populația greco-cipriotă a urmărit enosis-ul, unirea cu Grecia, care a devenit o politică națională greacă în anii 1950. Populația turco-cipriotă a susținut inițial continuarea stăpânirii britanice, apoi a cerut anexarea insulei de către Turcia, iar în anii 1950, împreună cu Turcia, a stabilit o politică de taksim, adică partiția Ciprului și crearea unei entități politice turcești în nord.
Cipru a obținut independența în 1960, în urma unei campanii armate conduse de EOKA. Conform Acordului de la Zürich și Londra, Cipru a obținut oficial independența la 16 august 1960 și avea, la acea vreme, o populație totală de 573.566 de persoane, dintre care 442.138 (77,1%) erau greci, 104.320 (18,2%) turci și 27.108 (4,7%) alte naționalități. Marea Britanie a păstrat două zone suverane de bază, Akrotiri și Dhekelia, în timp ce posturile guvernamentale și funcțiile publice au fost alocate prin cote etnice, oferindu-le minorității turco-cipriote un drept de veto permanent, 30% din parlament și administrație, și acordând celor trei state mamă drepturi de garant.
Totuși, împărțirea puterii, așa cum era prevăzută de constituție, a dus rapid la impasuri juridice și nemulțumiri de ambele părți, iar militanții naționaliști au început din nou să se antreneze, cu sprijinul militar al Greciei și Turciei. Conducerea greco-cipriotă considera că drepturile acordate turco-ciprioților prin constituția din 1960 erau prea extinse și a conceput Planul Akritas, care urmărea reformarea constituției în favoarea greco-ciprioților, persuadarea comunității internaționale cu privire la corectitudinea schimbărilor și subjugarea violentă a turco-ciprioților în câteva zile, dacă aceștia nu acceptau planul. Tensiunile au crescut atunci când președintele cipriot, arhiepiscopul Makarios al III-lea, a solicitat modificări constituționale, care au fost respinse de Turcia și opuse de turco-ciprioți.
Violențele intercomunale au izbucnit pe 21 decembrie 1963, când doi turco-ciprioți au fost uciși într-un incident cu poliția greco-cipriotă. Violențele au dus la moartea a 364 de turci și 174 de greci ciprioți, la distrugerea a 109 sate turco-cipriote sau mixte și la strămutarea a 25.000-30.000 de turci ciprioți. Criza a dus la încetarea implicării turco-ciprioților în administrație și la revendicarea de către aceștia că guvernul și-a pierdut legitimitatea; natura acestui eveniment este încă controversată. În unele zone, greco-ciprioții au împiedicat turco-ciprioții să călătorească și să intre în clădirile guvernamentale, în timp ce unii turco-ciprioți s-au retras voluntar la apelul administrației turco-cipriote. Turcii ciprioți au început să trăiască în enclave. Structura republicii a fost schimbată unilateral de Makarios, iar Nicosia a fost divizată de Linia Verde, cu desfășurarea trupelor UNFICYP.
În 1964, Turcia a amenințat că va invada Cipru ca răspuns la violențele intercomunale continue, dar a fost oprită de un telegramă dură din partea președintelui american Lyndon B. Johnson pe 5 iunie, avertizând că SUA nu vor sprijini Turcia în cazul unei invazii sovietice asupra teritoriului turc. Între timp, până în 1964, enosis era o politică greacă și nu ar fi fost abandonată; Makarios și premierul grec Georgios Papandreou au convenit că enosis ar trebui să fie scopul final, iar regele Constantin a dorit Ciprului „o unire rapidă cu patria-mamă”. Grecia a trimis 10.000 de soldați în Cipru pentru a contracara o posibilă invazie turcă.
Criza din 1963-1964 a adus violențe intercomunale suplimentare între cele două comunități, a strămutat peste 25.000 de turci ciprioți în enclave și a pus capăt reprezentării turco-ciprioților în republică.

### Lovitură de stat, invazia și diviziunea din 1974
Pe 15 iulie 1974, junta militară greacă condusă de Dimitrios Ioannides a efectuat o lovitură de stat în Cipru, cu scopul de a uni insula cu Grecia. Lovitura de stat l-a înlăturat pe președintele Makarios III și l-a înlocuit cu naționalistul pro-enosis Nikos Sampson. Ca răspuns la lovitura de stat, cinci zile mai târziu, pe 20 iulie 1974, armata turcă a invadat insula, invocând dreptul de a interveni pentru a restabili ordinea constituțională, conform Tratatului de Garantare din 1960. Această justificare a fost respinsă de către Națiunile Unite și de comunitatea internațională.

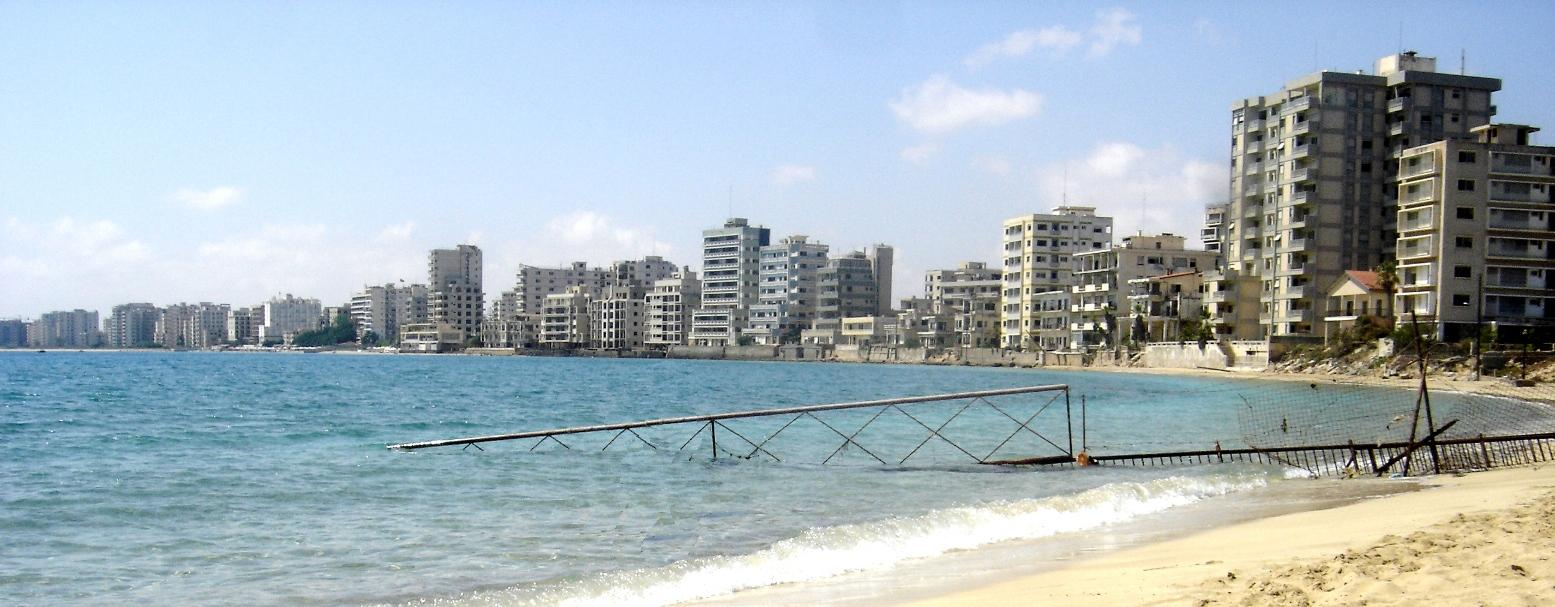
Varosha (Maraș), o suburbie a Famagusta, a fost abandonată când locuitorii săi au fugit în 1974 și rămâne sub control militar turc.

Forțele aeriene turce au început să bombardeze pozițiile grecești din Cipru, iar sute de parașutiști au fost parașutați în zona dintre Nicosia și Kyrenia, unde existau de mult timp enclave turco-cipriote bine înarmate; în același timp, în largul coastei Kyrenia, navele de trupe turcești au debarcat 6.000 de oameni, precum și tancuri, camioane și vehicule blindate.
Trei zile mai târziu, când a fost convenit un armistițiu, Turcia debarcase deja 30.000 de soldați pe insulă și capturase Kyrenia, coridorul care lega Kyrenia de Nicosia și cartierul turco-cipriot din Nicosia însăși. Junta de la Atena și apoi regimul Sampson din Cipru au căzut de la putere. În Nicosia, Glafkos Clerides a preluat temporar președinția. Dar după negocierile de pace de la Geneva, guvernul turc și-a consolidat capul de pod din Kyrenia și a început o a doua invazie pe 14 august. Invazia a dus la ocuparea orașelor Morphou, Karpass, Famagusta și Mesaoria de către forțele turcești.
Presiunea internațională a condus la un nou armistițiu, iar până atunci 36% din insulă fusese ocupată de turci și 180.000 de greci ciprioți fuseseră evacuați din casele lor din nord. În același timp, aproximativ 50.000 de turci ciprioți au fost strămutați în nord și s-au stabilit în proprietățile grecilor ciprioți evacuați. Printre o serie de sancțiuni împotriva Turciei, în mijlocul anului 1975, Congresul SUA a impus un embargo asupra armelor împotriva Turciei pentru utilizarea echipamentelor furnizate de SUA în timpul invaziei turcești din Cipru din 1974. În urma luptelor din perioada 1963-1974, au fost declarați dispăruți 1.534 de greci ciprioți și 502 turci ciprioți.
Republica Cipru are suveranitate de jure asupra întregii insule, inclusiv a apelor sale teritoriale și a zonei economice exclusive, cu excepția Zonelor Suverane de Bază Akrotiri și Dhekelia, care rămân sub controlul Regatului Unit conform Acordurilor de la Londra și Zürich. Cu toate acestea, Republica Cipru este de facto împărțită în două părți principale: zona aflată sub controlul efectiv al Republicii, în sud și vest, care cuprinde aproximativ 59% din suprafața insulei, și nordul, administrat de autoproclamata Republică Turcă a Ciprului de Nord, care acoperă aproximativ 36% din suprafața insulei. Aproape 4% din suprafața insulei este acoperită de zona tampon a ONU. Comunitatea internațională consideră că partea de nord a insulei este teritoriu al Republicii Cipru ocupat de forțele turcești. Ocupația este considerată ilegală conform dreptului internațional și echivalează cu ocuparea ilegală a teritoriului UE, de la aderarea Ciprului la Uniunea Europeană.

### Post-diviziune

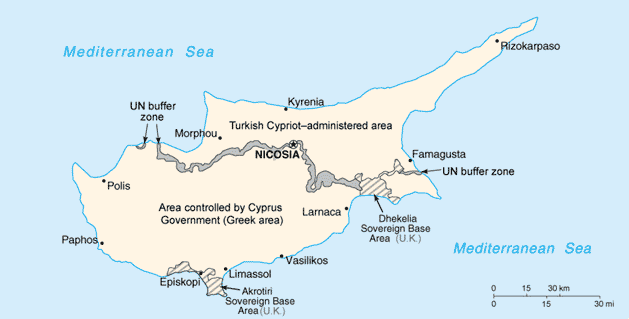
O hartă care arată împărțirea Ciprului

După restabilirea ordinii constituționale și revenirea Arhiepiscopului Makarios III în Cipru, în decembrie 1974, trupele turcești au rămas, ocupând partea nord-estică a insulei. În 1983, parlamentul cipriot turc, condus de liderul cipriot turc Rauf Denktaș, a proclamat Republica Turcă a Ciprului de Nord (RTCN), care este recunoscută doar de Turcia.
Evenimentele din vara anului 1974 domină politica insulei, precum și relațiile greco-turce. Coloniști turci au fost stabiliți în nord, cu încurajarea statelor turcești și cipriote turcești. Republica Cipru consideră prezența acestora o încălcare a Convenției de la Geneva, în timp ce mulți coloniști turci și-au rupt legăturile cu Turcia, iar a doua lor generație consideră Ciprul drept patria lor. Invazia turcească, ocupația ulterioară și proclamarea independenței de către RTCN au fost condamnate prin rezoluții ale Națiunilor Unite, care sunt reafirmate de Consiliul de Securitate în fiecare an.

### Secolul 21

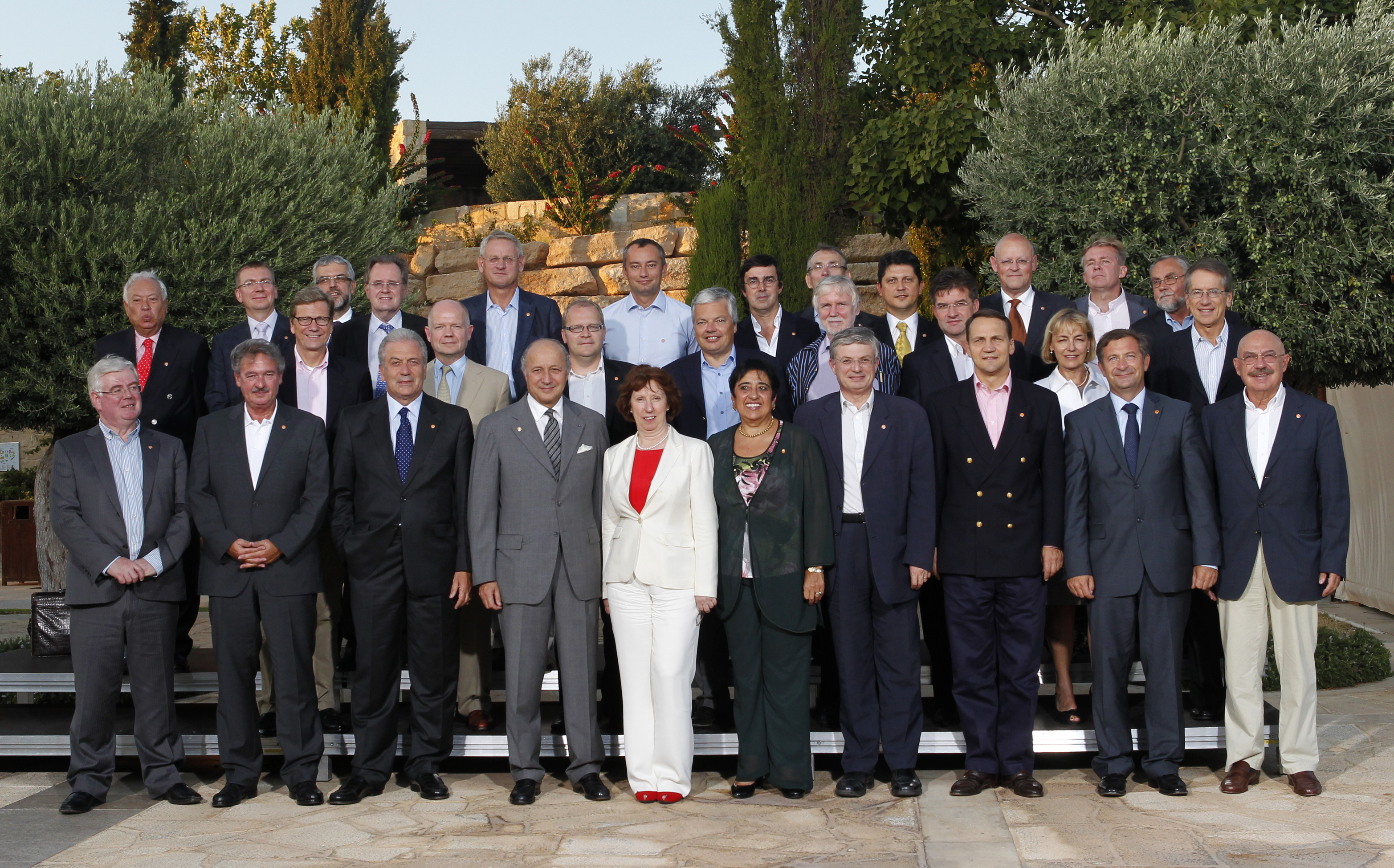
Miniștrii de externe ai țărilor Uniunii Europene la Limassol în timpul președinției cipriote a UE în 2012

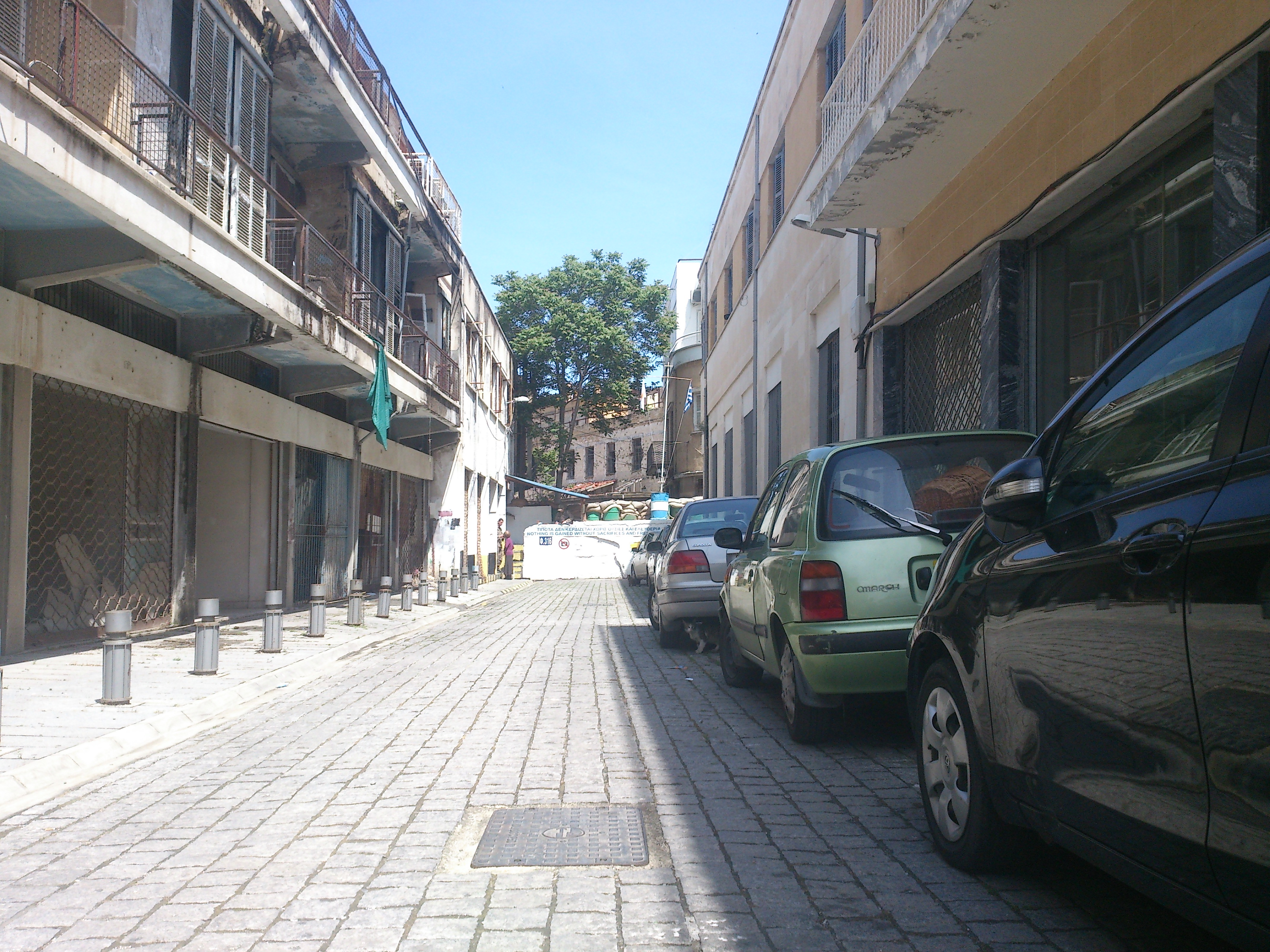
Stradă din capitala divizată a Nicosia

Încercările de a rezolva disputa cipriotă au continuat. În 2004, Planul Annan, elaborat de secretarul general al ONU de atunci, Kofi Annan, a fost supus unui referendum în ambele administrații cipriote. 65% dintre ciprioții turci au votat în favoarea planului, iar 74% dintre ciprioții greci au votat împotrivă, susținând că acesta favoriza în mod disproporționat ciprioții turci și oferea Turciei o influență nejustificată asupra națiunii. În total, 66,7% dintre votanți au respins Planul Annan.
La 1 mai 2004, Cipru a aderat la Uniunea Europeană, împreună cu alte nouă țări. Cipru a fost acceptat în UE ca întreg, deși legislația UE este suspendată în Ciprul de Nord până la soluționarea definitivă a problemei cipriote.
Au fost făcute eforturi pentru a spori libertatea de mișcare între cele două părți. În aprilie 2003, Ciprul de Nord a relaxat unilateral restricțiile de la punctele de control, permițând ciprioților să traverseze între cele două părți pentru prima dată în 30 de ani. În martie 2008, un zid care a stat timp de decenii la granița dintre Republica Cipru și zona tampon a ONU a fost demolat. Zidul traversa strada Ledra, în inima orașului Nicosia, și era văzut ca un simbol puternic al divizării insulei timp de 32 de ani. La 3 aprilie 2008, strada Ledra a fost redeschisă în prezența oficialilor ciprioți greci și turci. Cele două părți au relansat discuțiile pentru reunificare în 2015, dar acestea au eșuat în 2017.
Uniunea Europeană a avertizat în februarie 2019 că Cipru vindea pașapoarte UE oligarhilor ruși, permițând astfel infiltrarea sindicatelor crimei organizate în UE. În 2020, documente scurse au dezvăluit o gamă mai largă de oficiali, foști și actuali, din Afganistan, China, Dubai, Liban, Federația Rusă, Arabia Saudită, Ucraina și Vietnam, care au cumpărat cetățenia cipriotă înainte de schimbarea legii în iulie 2019. Din 2020, Cipru și Turcia au fost implicate într-o dispută privind extinderea zonelor lor economice exclusive, aparent declanșată de explorarea petrolului și gazelor în zonă.
În noiembrie 2023, scurgerea de date „Cyprus Confidential” publicată de Consorțiul Internațional al Jurnaliștilor de Investigație a arătat că rețeaua financiară a țării întreținea legături strânse cu oligarhi ruși și înalți oficiali ai Kremlinului, susținând regimul lui Vladimir Putin.
În iulie 2024, la cea de-a 50-a aniversare a invaziei turcești din Ciprul de Nord, președintele turc Erdoğan a respins un plan pentru un guvern federal susținut de Națiunile Unite și a sprijinit ideea existenței a două state separate în Cipru. Ciprioții greci au respins imediat propunerea celor două state a lui Erdoğan, numind-o „inacceptabilă”.

## Geografie
Cipru este a treia cea mai mare insulă din Marea Mediterană, după insulele italiene Sicilia și Sardinia, atât ca suprafață, cât și ca populație. Este, de asemenea, a 80-a cea mai mare insulă din lume după suprafață și a 51-a după populație. Măsoară 240 de kilometri de la un capăt la altul și 100 de kilometri în cel mai lat punct, cu Turcia la 75 de kilometri spre nord. Se află între latitudinile 34° și 36° N și longitudinile 32° și 35° E.
Alte teritorii vecine includ Siriași Libanul la est și sud-est (la 105 și 108 kilometri, respectiv), Israel la 200 de kilometri spre sud-est, Fâșia Gaza la 427 de kilometri spre sud-est, Egipt la 380 de kilometri spre sud și Grecia la nord-vest: 280 de kilometri până la mica Insulă Kastellorizo (Megisti) din Dodecanez, 400 de kilometri până la Rhodos și 800 de kilometri până la Grecia continentală. Cipru se află la răscrucea a trei continente, fiind plasat în Europa, iar alternativ în Asia de Vest și Orientul Mijlociu.
Relieful fizic al insulei este dominat de două lanțuri muntoase, Munții Troodos și lanțul mai mic Kyrenia, și de câmpia centrală pe care o înconjoară, Mesaoria. Câmpia Mesaoria este drenată de Râul Pedieos, cel mai lung de pe insulă. Munții Troodos acoperă cea mai mare parte a porțiunilor sudice și vestice ale insulei și reprezintă aproximativ jumătate din suprafața acesteia. Cel mai înalt punct din Cipru este Muntele Olimp, cu o altitudine de 1.952 m, situat în centrul lanțului Troodos. Lanțul îngust Kyrenia, care se întinde de-a lungul coastei nordice, ocupă o suprafață considerabil mai mică, iar altitudinile sunt mai reduse, atingând un maxim de 1.024 m. Insula se află pe Placa Anatoliană.
Cipru conține ecoregiunea pădurilor mediteraneene cipriote. În 2018, a avut un scor mediu de 7,06/10 în Indexul de Integritate al Peisajului Forestier, ocupând locul 59 la nivel global din 172 de țări.
Geopolitic, insula este subdivizată în patru segmente principale. Republica Cipru ocupă două treimi din sudul insulei (59,74%). Republica Turcă a Ciprului de Nord ocupă o treime din nord (34,85%), iar Linia Verde, controlată de Națiunile Unite, oferă o zonă tampon care separă cele două și acoperă 2,67% din insulă. În final, există două baze sub suveranitate britanică pe insulă: Akrotiri și Dhekelia, care acoperă restul de 2,74%.

### Climat
Cipru are un climat subtropical – de tip mediteranean și semi-arid (în partea nord-estică a insulei) – conform clasificărilor climatice Köppen Csa și BSh, cu ierni foarte blânde (pe coastă) și veri calde până la fierbinți. Zăpada este posibilă doar în Munții Troodos, în partea centrală a insulei. Ploile apar în principal iarna, în timp ce vara este în general uscată.
Cipru are unul dintre cele mai calde climate din partea mediteraneană a Uniunii Europene. Temperatura medie anuală pe coastă este de aproximativ 24 °C ziua și 14 °C noaptea. În general, verile durează aproximativ opt luni, începând din aprilie, cu temperaturi medii de 21–23 °C ziua și 11–13 °C noaptea, și se termină în noiembrie, cu temperaturi medii de 22–23 °C ziua și 12–14 °C noaptea, deși în celelalte patru luni temperaturile depășesc uneori 20 °C.
Numărul de ore de soare pe coastă este de aproximativ 3.200 pe an, variind de la o medie de 5–6 ore pe zi în decembrie la o medie de 12–13 ore în iulie. Acesta este aproximativ dublu față de orașele din jumătatea nordică a Europei; pentru comparație, Londra primește aproximativ 1.540 de ore pe an. În decembrie, Londra primește aproximativ 50 de ore de soare, în timp ce locațiile de coastă din Cipru aproximativ 180 de ore (aproape cât în luna mai la Londra).

### Resursă de apă
Cipru se confruntă cu o penurie cronică de apă. Țara se bazează în mare măsură pe precipitații pentru a furniza apă menajeră, dar în ultimii 30 de ani cantitatea medie anuală de precipitații a scăzut. Între 2001 și 2004, precipitațiile anuale excepțional de abundente au crescut rezervele de apă, oferta depășind cererea, ceea ce a permis ca stocarea totală în rezervoarele insulei să ajungă la un nivel record la începutul anului 2005. Cu toate acestea, de atunci cererea a crescut anual – ca rezultat al creșterii populației locale, al străinilor care se mută în Cipru și al numărului de turiști – în timp ce oferta a scăzut din cauza secetelor mai frecvente (valurile de căldură din Europa din 2006, 2018, 2019 și 2022).
Barajele rămân principala sursă de apă atât pentru uz domestic, cât și pentru agricultură; Cipru are un total de 108 baraje și rezervoare, cu o capacitate totală de stocare a apei de aproximativ 330.000.000 m³. Uzinele de desalinizare a apei sunt construite treptat pentru a face față secetelor prelungite din ultimii ani.
Guvernul a investit masiv în crearea de uzine de desalinizare a apei, care au furnizat aproape 50% din apa menajeră din 2001. De asemenea, au fost făcute eforturi pentru a spori conștientizarea publicului cu privire la situație și pentru a încuraja utilizatorii de apă menajeră să își asume mai mult responsabilitatea pentru conservarea acestei resurse din ce în ce mai rare.
Turcia a construit un conductă de apă sub Marea Mediterană, de la Anamur, de pe coasta sa de sud, până la coasta nordică a Ciprului, pentru a furniza Ciprului de Nord apă potabilă și pentru irigații.

### Floră și faună
Cipru găzduiește o serie de specii endemice, inclusiv șoarecele cipriot, stejarul auriu și cedrul de Cipru.

## Guvern și Politică
Cipru este o republică prezidențială. Șeful statului și al guvernului este ales prin vot universal pentru un mandat de cinci ani. Puterea executivă este exercitată de guvern, puterea legislativă este deținută de Camera Reprezentanților, iar sistemul judiciar este independent atât de executiv, cât și de legislativ.
Constituția din 1960 a prevăzut un sistem de guvernare prezidențial cu ramuri executive, legislative și judiciare independente, precum și un sistem complex de verificări și echilibre, inclusiv un raport de partajare a puterii ponderat, conceput pentru a proteja interesele ciprioților turci. Executivul era condus de un președinte cipriot grec și un vicepreședinte cipriot turc, aleși de comunitățile lor respective pentru mandate de cinci ani, fiecare având drept de veto asupra anumitor tipuri de legislație și decizii executive. Puterea legislativă era exercitată de Camera Reprezentanților, care erau, de asemenea, aleși pe baza unor liste separate de alegători.
Din 1965, după ciocnirile dintre cele două comunități, locurile ciprioților turci în Cameră au rămas vacante. În 1974, Cipru a fost divizat de facto când armata turcă a ocupat o treime din nordul insulei. Ciprioții turci au declarat ulterior independența în 1983, sub numele de Republica Turcă a Ciprului de Nord (TRNC), dar au fost recunoscuți doar de Turcia. În 1985, TRNC a adoptat o constituție și a organizat primele alegeri. Națiunile Unite recunosc suveranitatea Republicii Cipru asupra întregii insule.
Începând cu 2007, Camera Reprezentanților avea 56 de membri aleși pentru un mandat de cinci ani prin reprezentare proporțională și trei membri observatori care reprezentau minoritățile armeană, latinăși maronită. Douăzeci și patru de locuri erau alocate comunității turce, dar au rămas vacante din 1964. Mediul politic era dominat de partidul comunist AKEL, de partidul liberal-conservator Adunarea Democrată, de partidul centrist Partidul Democrat și de EDEK, partidul social-democrat.
În 2008, Dimitris Christofias a devenit primul șef de stat comunist al țării. Din cauza implicării sale în criza financiară din Cipru din 2012-2013, Christofias nu a candidat pentru realegere în 2013. Alegerile prezidențiale din 2013 l-au avut câștigător pe candidatul Adunării Democrate, Nicos Anastasiades, care a obținut 57,48% din voturi. Ca urmare, Anastasiades a fost învestit la 28 februarie 2013. Anastasiades a fost reales cu 56% din voturi în alegerile prezidențiale din 2018. La 28 februarie 2023, Nikos Christodoulides, câștigătorul turului de scrutin al alegerilor prezidențiale din 2023, a fost învestit ca al optulea președinte al Republicii Cipru.

### Divizii administrative
Republica Cipru este împărțită în șase districte: Nicosia, Famagusta, Kyrenia, Larnaca, Limassol și Paphos.

### Exclave și enclave
Cipru are patru exclave, toate situate pe teritoriul care aparține Zonei de Bază Suverană Britanică Dhekelia. Primele două sunt satele Ormideia și Xylotymvou. A treia este Stația de Energie Dhekelia, care este împărțită de un drum britanic în două părți. Partea de nord este așezarea de refugiați EAC. Partea de sud, deși situată lângă mare, este de asemenea o exclavă, deoarece nu are ape teritoriale proprii, acestea fiind ape britanice.
Zona tampon a ONUse întinde până la Dhekelia și continuă din partea sa estică, lângă Ayios Nikolaos, fiind conectată de restul zonei Dhekelia printr-un coridor îngust de pământ. În acest sens, zona tampon transformă zona Paralimni din colțul sud-estic al insulei într-o exclavă de facto, deși nu de jure.

### Relații internaționale
Republica Cipru este membră a următoarelor grupuri internaționale: Australia Group, CN, CE, CFSP, BERD, BEI, UE, FAO, AIEA, BIRD, OACI, IC, ICCt, CSI, IDA, IFAD, IFC, OHI, OIM, FMI, OMI, Interpol, CIO, UIP, UIT, MIGA, NAM, NSG, OIAC, OSCE, CPA, ONU, UNCTAD, UNESCO, UNHCR, ONUDI, UPU, WCL, OMA, WFTU, OMS, OMPI, OMM, OMT, OMC.
Cipru este a 88-a cea mai pașnică țară din lume, conform Indicelui Global al Păcii din 2024.

### Armată
Garda Națională Cipriotă este principala instituție militară a Republicii Cipru. Este o forță combinată, cu elemente terestre, aeriene și navale. Istoric, toți cetățenii de sex masculin erau obligați să petreacă 24 de luni în serviciul Gărzii Naționale după împlinirea vârstei de 17 ani, însă în 2016 această perioadă de serviciu obligatoriu a fost redusă la 14 luni.
Anual, aproximativ 10.000 de persoane sunt instruite în centrele de recrutare. În funcție de specialitatea atribuită, recruții conscripți sunt apoi transferați în centre de instruire specializate sau în unități operaționale.
Deși până în 2016 forțele armate erau bazate în principal pe conscripție, de atunci a fost adoptată o instituție mare de militari profesioniști (ΣΥΟΠ), care, combinată cu reducerea serviciului de conscripție, produce un raport aproximativ de 3:1 între conscripți și militarii profesioniști.

### Justiție și drepturile omului
Poliția Ciprului (în greacă: Αστυνομία Κύπρου, în turcă: Kıbrıs Polisi) este singurul serviciu național de poliție al Republicii Cipru și se află sub autoritatea Ministerului Justiției și Ordinii Publice din 1993.
În raportul „Freedom in the World 2011,” Freedom House a evaluat Ciprul ca fiind „liber.” În ianuarie 2011, Raportul Oficiului ÎNaltului Comisar al Națiunilor Unite pentru Drepturile Omului privind problema drepturilor omului în Cipru a menționat că divizarea continuă a Ciprului continuă să afecteze drepturile omului pe întreaga insulă, „inclusiv libertatea de mișcare, drepturile legate de problema persoanelor dispărute, discriminarea, dreptul la viață, libertatea religioasă și drepturile economice, sociale și culturale.” Concentrarea constantă asupra divizării insulei poate masca uneori alte probleme legate de drepturile omului.
În 2014, Turcia a fost obligată de Curtea Europeană a Drepturilor Omului să plătească Ciprului peste 100 de milioane de dolari drept compensație pentru invazie; Ankara a anunțat că va ignora hotărârea. În același an, un grup de refugiați ciprioți și un parlamentar european, ulterior alăturați de guvernul cipriot, au depus o plângere la Curtea Internațională de Justiție, acuzând Turcia de încălcarea Convențiilor de la Geneva prin transferarea directă sau indirectă a populației sale civile în teritoriul ocupat. Alte încălcări ale Convențiilor de la Geneva și de la Haga—ambele ratificate de Turcia—se ridică la ceea ce arheologul Sophocles Hadjisavvas a numit „distrugerea organizată a patrimoniului grecesc și creștin din nord.” Aceste încălcări includ jefuirea comorilor culturale, distrugerea deliberată a bisericilor, neglijarea operelor de artă și schimbarea numelor unor situri istorice importante, fapt condamnat de Consiliul Internațional al Monumentelor și Siturilor. Hadjisavvas a susținut că aceste acțiuni sunt motivate de o politică turcă de ștergere a prezenței grecești în Ciprul de Nord, într-un cadru de epurare etnică. Cu toate acestea, unii autori sunt doar motivați de lăcomie și caută profit.
Expertul în dreptul artei, Alessandro Chechi, a clasificat legătura dintre distrugerea patrimoniului cultural și epurarea etnică drept „punctul de vedere al ciprioților greci,” pe care îl raportează ca fiind respins de două rapoarte PACE. Chechi afirmă responsabilitatea comună a ciprioților greci și turci pentru distrugerea patrimoniului cultural din Cipru, notând distrugerea patrimoniului cipriot turc în mâinile extremiștilor ciprioți greci.

## Economie
La începutul secolului XXI, Cipru se mândrea cu o economie prosperă bazată pe servicii, ceea ce a făcut din ea cea mai bogată dintre cele zece țări care s-au alăturat Uniunii Europene în 2004. Cu toate acestea, economia cipriotă a fost ulterior afectată de criza financiară globală și de criza din zona euro. În iunie 2012, guvernul cipriot a anunțat că va avea nevoie de 1,8 miliarde de euro în ajutor extern pentru a sprijini Banca Populară din Cipru, urmat de retrogradarea ratingului de credit al Ciprului la statutul de „junk” de către Fitch. Fitch a declarat că Ciprul ar avea nevoie de încă 4 miliarde de euro pentru a sprijini băncile sale, iar retrogradarea s-a datorat în principal expunerii celor mai mari trei bănci din Cipru - Bank of Cyprus, Cyprus Popular Bank și Hellenic Bank - la criza financiară din Grecia.
Criza financiară cipriotă din 2012-2013 a dus la un acord cu Eurogrupul în martie 2013 pentru a împărți Banca Populară din Cipru într-o „bancă rea”, care urma să fie lichidată treptat, și o „bancă bună”, care urma să fie absorbită de Bank of Cyprus. În schimbul unui ajutor financiar de 10 miliarde de euro din partea Comisiei Europene, Băncii Centrale Europene și Fondului Monetar Internațional, adesea denumite „troica”, guvernul cipriot a fost obligat să impună o reducere semnificativă a depozitelor neasigurate, o mare parte din acestea fiind deținute de ruși bogați care foloseau Cipru ca paradis fiscal. Depozitele asigurate de până la 100.000 de euro nu au fost afectate.
Cipru a reușit o recuperare economică impresionantă în anii 2010, iar conform estimărilor Fondului Monetar Internațional din 2023, PIB-ul pe cap de locuitor al Ciprului, de 54.611 dolari, este cel mai mare din Europa de Sud, deși ușor sub media Uniunii Europene. Turismul, serviciile financiare și transportul maritim reprezintă părți semnificative ale economiei, iar Cipru a fost căutat ca bază pentru mai multe afaceri offshore datorită ratelor scăzute de impozitare și ușurinței în a face afaceri. O creștere robustă a fost realizată în anii 1980 și 1990, datorită accentului pus de guvernele cipriote pe îndeplinirea criteriilor de admitere în Uniunea Europeană. Guvernul cipriot a adoptat euro ca monedă națională la 1 ianuarie 2008, înlocuind Liră cipriotă.
Cipru este ultimul membru al UE complet izolat de interconexiunile energetice și se așteaptă ca acesta să fie conectat la rețeaua europeană prin intermediul EuroAsia Interconnector, un cablu submarin de curent continuu de înaltă tensiune de 2000 MW. EuroAsia Interconnector va conecta rețelele electrice din Grecia, Cipru și Israel. Este un Proiect de Interes Comun de vârf al Uniunii Europene și, de asemenea, un Proiect Prioritar de Autostradă Electrică.
În ultimii ani, au fost descoperite cantități semnificative de gaze naturale offshore în zona cunoscută sub numele de Afrodita (în blocul de explorare 12) din zona economică exclusivă (ZEE) a Ciprului, la aproximativ 175 de kilometri sud de Limassol. Cu toate acestea, companiile de foraj offshore ale Turciei au accesat resurse de gaze naturale și petrol încă din 2013. Cipru și-a delimitat frontiera maritimă cu Egiptul în 2003, cu Libanul în 2007 și cu Israelul în 2010. În august 2011, firma americană Noble Energy a încheiat un acord de împărțire a producției cu guvernul cipriot privind dezvoltarea comercială a blocului.
Turcia, care nu recunoaște acordurile de frontieră ale Ciprului cu vecinii săi, a amenințat că își va mobiliza forțele navale dacă Cipru va continua cu planurile de foraj în Blocul 12. Eforturile de foraj ale Ciprului au sprijinul SUA, UE și ONU, iar la 19 septembrie 2011, forajul în Blocul 12 a început fără a se raporta incidente.

### Infrastructură
Cipru este una dintre cele trei națiuni ale Uniunii Europene în care vehiculele circulă pe partea stângă a drumului, o moștenire a dominației britanice. O serie de autostrăzi se întind de-a lungul coastei, de la Paphos la Ayia Napa, cu două autostrăzi care se îndreaptă spre interior, către Nicosia, una din Limassol și una din Larnaca.
Proprietatea privată de automobile pe cap de locuitor este a 29-a cea mai ridicată din lume. În 2006, existau aproximativ 344.000 de vehicule deținute în mod privat și un total de 517.000 de vehicule înregistrate în Republica Cipru. În 2006, au fost anunțate planuri de îmbunătățire și extindere a serviciilor de autobuz și a altor mijloace de transport public în toată Ciprul, cu sprijinul financiar al Băncii Europene de Dezvoltare. În 2010, a fost implementată noua rețea de autobuze.
Cipru are două aeroporturi internaționale în zonele controlate de guvern, cel mai aglomerat fiind în Larnaca, iar celălalt în Paphos. Aeroportul Internațional Ercan este singurul activ în zonele necontrolate de guvern, dar toate zborurile internaționale care aterizează acolo trebuie să facă o escală în Turcia.
Principalele porturi ale insulei sunt Limassolși Larnaca, care deservesc nave de marfă, pasageri și croaziere.
Cyta, compania de telecomunicații deținută de stat, gestionează majoritatea conexiunilor de telecomunicații și Internet de pe insulă. Totuși, după dereglementarea sectorului, au apărut câteva companii private de telecomunicații, inclusiv epic, Cablenet, OTEnet Telecom, Omega Telecom și PrimeTel. În zonele din Cipru necontrolate de guvern, două companii diferite administrează rețeaua de telefonie mobilă: Turkcell și KKTC Telsim.

## Demografie
Conform site-ului oficial al Republicii Cipru, populația din zonele controlate de guvern era de 918.100 la recensământul din 2021, cel mai populat district fiind Nicosia (38%), urmat de Limassol (28%). Zona metropolitană Nicosia, formată din șapte municipalități, este cea mai mare zonă urbană de pe insulă, cu o populație de 255.309.
Conform primului recensământ al populației după independență, desfășurat în decembrie 1960 și acoperind întreaga insulă, Cipru avea o populație totală de 573.566 de persoane, dintre care 442.138 (77,1%) erau greci, 104.320 (18,2%) turci și 27.108 (4,7%) alte grupuri etnice. CIA World Factbook a calculat că, în 2001, ciprioții greci reprezentau 77%, ciprioții turci 18%, iar alte grupuri 5% din populația totală a Ciprului.
Din cauza tensiunilor etnice intercomunitare din perioada 1963-1974, un recensământ la nivelul întregii insule a fost considerat imposibil. Cu toate acestea, guvernul cipriot a realizat unul în 1973, fără populația cipriotă turcă. Conform acestui recensământ, populația cipriotă greacă era de 482.000. Un an mai târziu, în 1974, Departamentul de Statistică și Cercetare al guvernului cipriot a estimat populația totală a Ciprului la 641.000; dintre care 506.000 (78,9%) erau greci și 118.000 (18,4%) turci. După ocuparea militară a unei părți a insulei în 1974, guvernul Ciprului a efectuat alte șase recensăminte: în 1976, 1982, 1992, 2001, 2011 și 2021; acestea au exclus populația turcă rezidentă în zonele necontrolate de guvern.
În plus, Republica Cipru găzduiește 110.200 de rezidenți străini permanenți și un număr estimat între 10.000 și 30.000 de imigranți ilegali fără documente. În 2011, erau 10.520 de persoane de origine rusă care locuiau în Cipru.
Conform recensământului din 2006 realizat de Ciprul de Nord, în Ciprul de Nord trăiau 256.644 de persoane (de jure). 178.031 erau cetățeni ai Ciprului de Nord, dintre care 147.405 erau născuți în Cipru (112.534 din nord; 32.538 din sud; 371 nu au indicat din ce regiune a Ciprului provin); 27.333 născuți în Turcia; 2.482 născuți în Regatul Unit și 913 născuți în Bulgaria. Dintre cei 147.405 cetățeni născuți în Cipru, 120.031 au declarat că ambii părinți s-au născut în Cipru; 16.824 au declarat că ambii părinți s-au născut în Turcia; 10.361 au un părinte născut în Turcia și un părinte născut în Cipru.
| Naționalitate  | Populație (2011) |
| -------------- | ---------------- |
| Grecia         | 29,321           |
| Marea Britanie | 24,046           |
| Romania        | 23,706           |
| Bulgaria       | 18,536           |
| Filipine       | 9,413            |
| Rusia          | 8,164            |
| Sri Lanka      | 7,269            |
| Vietnam        | 7,028            |
| Syria          | 3,054            |
| India          | 2,933            |

În 2010, Grupul Internațional de Criză a estimat că populația totală a insulei era de 1,1 milioane, dintre care aproximativ 300.000 de locuitori în nord, probabil jumătate dintre aceștia fiind fie născuți în Turcia, fie copii ai acestor coloniști.
Satele Rizokarpaso (în Ciprul de Nord), Potamia (în districtul Nicosia) și Pyla (în districtul Larnaca) sunt singurele așezări rămase cu o populație mixtă de ciprioți greci și ciprioți turci.
Haplogrupurile Y-Dna se regăsesc în Cipru cu următoarele frecvențe: J (43,07%, inclusiv 6,20% J1), E1b1b (20,00%), R1 (12,30%, inclusiv 9,2% R1b), F (9,20%), I (7,70%), K (4,60%), A (3,10%). Haplogrupurile J, K, F și E1b1b sunt compuse din linii genetice cu o distribuție diferită în Orientul Mijlociu, Africa de Nord și Europa.
În afara Ciprului, există diaspore semnificative și înfloritoare – atât diaspora cipriotă greacă, cât și cea cipriotă turcă – în Regatul Unit, Australia, Canada, Statele Unite, Grecia și Turcia.

Conform Consiliului Europei, aproximativ 1.250 de romi trăiesc în Cipru.
| Religia în Cipru      | Religia în Cipru      | Religia în Cipru | Religia în Cipru | Religia în Cipru |
| --------------------- | --------------------- | ---------------- | ---------------- | ---------------- |
| Religie               |                       |                  | Procent          |                  |
| Ortodoxia Răsăriteană | Ortodoxia Răsăriteană |                  | 78%              | 78%              |
| Islam                 | Islam                 |                  | 20%              | 20%              |
| Alta                  | Alta                  |                  | 1%               | 1%               |
| Niciuna               | Niciuna               |                  | 1%               | 1%               |

### Religie
Majoritatea ciprioților greci se identifică ca fiind creștini, în special ortodocși greci, în timp ce majoritatea ciprioților turci sunt adepți ai islamului sunnit. Primul președinte al Ciprului, Makarios al III-lea, a fost arhiepiscop.
Hala Sultan Tekke, situată lângă Lacul Sărat Larnaca, este un loc de pelerinaj pentru musulmani.
Conform recensământului din 2001 realizat în zonele controlate de guvern, 94,8% din populație era ortodoxă răsăriteană, 0,9% armeană și maronită, 1,5% romano-catolică, 1,0% aparținea Bisericii Angliei și 0,6% era musulmană. Există, de asemenea, o comunitate evreiască în Cipru. Restul de 1,3% aparținea altor denominațiuni religioase sau nu și-a declarat religia. În 2021, se estima că existau 13.280 de sikh în Cipru (1,1% din populație), ceea ce reprezenta a treia cea mai mare proporție națională de sikh din lume. Biserica Ortodoxă Greacă, Biserica Apostolică Armeană, precum și atât catolicii maroniți, cât și cei latini sunt denominațiuni recunoscute constituțional și scutite de taxe.

### Limbă
Cipru are două limbi oficiale, greaca și turca. Limba armeană și araba maronită cipriotă sunt recunoscute ca limbi minoritare. Deși fără statut oficial, engleza este larg vorbită și utilizată frecvent pe indicatoarele rutiere, în anunțurile publice și în reclame. Engleza a fost singura limbă oficială în timpul stăpânirii coloniale britanice și lingua franca până în 1960, continuând să fie folosită (de facto) în instanțele de judecată până în 1989 și în legislație până în 1996. În 2010, 80,4% dintre ciprioți erau competenți în limba engleză ca a doua limbă.
Rusa este vorbită pe scară largă de minoritățile din țară, de rezidenții și cetățenii din țările post-sovietice, și de grecii pontici. După engleză și greacă, rusa este a treia limbă folosită pe multe semne ale magazinelor și restaurantelor, în special în Limassol și Paphos. În plus, în 2006, 12% din populație vorbea franceza și 5% vorbea germana.
Limbajul cotidian vorbit de ciprioții greci este greaca cipriotă, iar cel al ciprioților turci este turca cipriotă. Aceste vernaculare diferă semnificativ de formele lor standard.

### Educație
Cipru are un sistem de educație primară și secundară foarte dezvoltat, oferind atât educație publică, cât și privată. Calitatea înaltă a instruirii poate fi atribuită, în parte, faptului că aproape 7% din PIB este cheltuit pe educație, ceea ce face ca Cipru să fie unul dintre cei mai mari trei cheltuitori pentru educație din UE, alături de Danemarcași Suedia.
Școlile de stat sunt, în general, considerate echivalente în calitatea educației cu instituțiile din sectorul privat. Cu toate acestea, valoarea unei diplome de liceu de stat este limitată de faptul că notele obținute reprezintă doar aproximativ 25% din nota finală pentru fiecare materie, restul de 75% fiind atribuit de profesor în timpul semestrului, într-un mod minim transparent. Universitățile cipriote (ca și universitățile din Grecia) ignoră aproape complet notele de la liceu pentru admitere. Deși diploma de liceu este obligatorie pentru accesul la universitate, admiterea este decisă aproape exclusiv pe baza rezultatelor la examenele de admitere administrate centralizat, pe care toți candidații la universitate trebuie să le susțină.
Majoritatea ciprioților își urmează studiile superioare la universități din Grecia, Marea Britanie, Turcia, alte țări europene și din America de Nord. Cipru are în prezent cel mai mare procent de cetățeni de vârstă activă cu studii superioare din UE, la 30%, depășind Finlanda cu 29,5%. În plus, 47% din populația cu vârsta cuprinsă între 25 și 34 de ani are studii superioare, ceea ce reprezintă cel mai mare procent din UE. Studenții ciprioți sunt foarte mobili, 78,7% dintre aceștia studiind la o universitate din afara Ciprului.

## Cultură
Ciprioții greci și turci împărtășesc multe trăsături culturale, având în același timp și unele diferențe. Mâncăruri tradiționale (cum ar fi souvla și halloumi) și băuturi sunt similare, la fel ca expresiile și stilurile de viață. Ospitalitatea și obiceiul de a cumpăra sau oferi mâncare și băuturi pentru oaspeți sau alții sunt comune în ambele comunități. În ambele comunități, muzica, dansul și arta sunt părți integrale ale vieții sociale, iar multe expresii artistice, verbale și nonverbale, dansuri tradiționale precum Tsifteteli, asemănările în costumele de dans și importanța acordată activităților sociale sunt împărtășite între comunități.
Cu toate acestea, cele două comunități au religii și culturi religioase distincte, ciprioții greci fiind în mod tradițional ortodocși greci, iar ciprioții turci fiind în mod tradițional musulmani sunniți, ceea ce a împiedicat parțial schimbul cultural. Ciprioții greci au influențe din Grecia și creștinism, în timp ce ciprioții turci au influențe din Turcia și islam.
Festivalul Carnavalului din Limassol este un carnaval anual care are loc la Limassol, în Cipru. Evenimentul, foarte popular în Cipru, a fost introdus în secolul al XX-lea.

### Artă
Istoria artei din Cipru poate fi urmărită în urmă cu până la 10.000 de ani, începând cu descoperirea unei serii de figuri sculptate din perioada calcolitică în satele Khoirokoitia și Lempa. Insula găzduiește numeroase exemple de icoane religioase de înaltă calitate din Evul Mediu, precum și multe biserici pictate. Arhitectura cipriotă a fost puternic influențată de goticul francez și de renașterea italiană, introduse pe insulă în perioada dominației latine (1191–1571).
O artă tradițională bine cunoscută, care datează cel puțin din secolul al XIV-lea, este dantela Lefkara, care își are originile în satul Lefkara.Dantela Lefkara este recunoscută ca patrimoniu cultural imaterial (ICH) de către UNESCO și este caracterizată prin modele distincte de design și procesul său complex și consumator de timp de producție. O altă formă locală de artă originară din Lefkara este producția de filigran cipriot (cunoscut local sub numele de Trifourenio), un tip de bijuterie realizată cu fire răsucite de argint.
În timpurile moderne, istoria artei cipriote începe cu pictorul Vassilis Vryonides (1883–1958), care a studiat la Academia de Arte Frumoase din Veneția. Cei doi părinți fondatori ai artei cipriote moderne sunt considerați Adamantios Diamantis(1900–1994), care a studiat la Royal College of Art din Londra, și Christophoros Savva (1924–1968), care a studiat, de asemenea, la Londra, la Saint Martin's School of Art. În 1960, Savva a fondat, împreună cu artistul galez Glyn Hughes, Apophasis, primul centru cultural independent al noii Republici Cipru. În 1968, Savva a fost printre artiștii care au reprezentat Cipru în primul său pavilion la cea de-a 34-a Bienală de la Veneția. Artistul englez-cipriot Glyn Hughes (1931–2014) a fost arhivat pe 19 iunie 2021 la Wayback Machine. În multe feluri, acești doi artiști au stabilit tiparul pentru arta cipriotă ulterioară, iar stilurile lor artistice și modelele de educație rămân influente până în prezent. Majoritatea artiștilor ciprioți încă se formează în Anglia, în timp ce alții studiază la școli de artă din Grecia și instituții locale de artă, cum ar fi Colegiul de Artă din Cipru, Universitatea din Nicosia și Institutul de Tehnologie Frederick.
Una dintre trăsăturile artei cipriote este tendința spre pictura figurativă, deși arta conceptuală este promovată intens de o serie de "instituții" artistice, mai ales de Centrul Municipal de Artă din Nicosia. Galerii municipale de artă există în toate orașele principale, iar scena comercială de artă este mare și dinamică.
Alți artiști ciprioți greci notabili includ pe Helene Black, familia Kalopedis, Panayiotis Kalorkoti, Nicos Nicolaides, Stass Paraskos, Arestís Stasí, Telemachos Kanthos, Konstantia Sofokleous și Chris Achilleos, iar artiștii ciprioți turci notabili includ pe İsmet Güney, Ruzen Atakan și Mutlu Çerkez.

### Muzică
Muzica populară tradițională din Cipru are mai multe elemente comune cu muzica greacă, turcă și arabă, toate acestea având rădăcini în muzica bizantină. Printre dansurile greco-cipriote și turco-cipriote se numără tillirkotissa, precum și tsifteteli și arapies, care au influențe din Orientul Mijlociu. Există, de asemenea, o formă de poezie muzicală cunoscută sub numele de chattista, care este adesea interpretată la sărbători și evenimente tradiționale. Instrumentele asociate în mod obișnuit cu muzica populară cipriotă includ vioara („fkiolin”), lăuta („laouto”), flautul cipriot (pithkiavlin), oud-ul („outi”), kanonaki și percuțiile (inclusiv „tamboutsia”). Compozitorii asociați cu muzica tradițională cipriotă includ Solon Michaelides, Marios Tokas, Evagoras Karageorgis și Savvas Salides. Printre muzicienii notabili se numără și pianistul apreciat Cyprien Katsaris, compozitorul Andreas G. Orphanidesși compozitorul și directorul artistic al inițiativei Capitală Europeană a Culturii, Marios Joannou Elia.
Muzica populară în Cipru este în general influențată de scena grecească Laïka; artiști care cântă în acest gen includ starul internațional de platină Anna Vissi, Evridiki și Sarbel. Hip hop-ul și R&B-ul au fost susținute de apariția rap-ului cipriot și a scenei de muzică urbană din Ayia Napa, iar în ultimii ani, scena reggae a crescut, mai ales prin participarea multor artiști ciprioți la festivalul anual Reggae Sunjam. De asemenea, Muzica rock cipriotă și Éntekhno rock sunt adesea asociate cu artiști precum Michalis Hatzigiannis și Alkinoos Ioannidis. Metalul are, de asemenea, un mic grup de fani în Cipru, reprezentat de trupe precum Armageddon (rev.16:16), Blynd, Winter's Verge, Methysos și Quadraphonic.

### Literatură
Producția literară din antichitate include "Cypria", un poem epic probabil compus la sfârșitul secolului al VII-lea î.Hr. și atribuit lui Stasinus. "Cypria" este unul dintre primele exemple de poezie greacă și europeană. Cipriotul Zeno din Citium a fost fondatorul școlii filozofice stoice.
Poezia epică, în special "cântecele acrite", a înflorit în perioada medievală. Două cronici, una scrisă de Leontios Machairas și cealaltă de Georgios Boustronios, acoperă întreaga perioadă medievală până la sfârșitul dominației francilor (secolele IV–1489). "Poèmes d'amour", scrise în greaca medievală cipriotă, datează din secolul al XVI-lea. Unele dintre acestea sunt traduceri ale poeziilor scrise de Petrarca, Bembo, Ariosto și G. Sannazzaro. Mulți cărturari ciprioți au părăsit Ciprul în perioadele tulburi, cum ar fi Ioannis Kigalas (c. 1622–1687) care a emigrat din Cipru în Italia în secolul al XVII-lea; câteva dintre lucrările sale au supraviețuit în cărțile altor cărturari.
Hasan Hilmi Efendi, un poet cipriot turc, a fost recompensat de sultanul otoman Mahmud al II-lea și a fost numit "sultanul poeziilor".
Figuri literare moderne greco-cipriote includ poetul și scriitorul Costas Montis, poetul Kyriakos Charalambides, poetul Michalis Pasiardis, scriitorul Nicos Nicolaides, Stylianos Atteshlis, Altheides, Loukis Akritas și Demetris Th. Gotsis. Dimitris Lipertis, Vasilis Michaelides și Pavlos Liasides sunt poeți populari care au scris poezii în principal în dialectul greco-cipriot. Printre cei mai importanți scriitori turco-ciprioți se numără Osman Türkay, de două ori nominalizat la Premiul Nobel pentru Literatură, Özker Yașın, Neriman Cahit, Urkiye Mine Balman, Mehmet Yașın și Neșe Yașın.
Există o prezență tot mai puternică a scriitorilor ciprioți emigranți temporar sau permanent în literatura mondială, precum și a scrierilor scriitorilor ciprioți de a doua și a treia generație născuți sau crescuți în străinătate, care scriu adesea în engleză. Aceasta include scriitori precum Michael Paraskos și Stephanos Stephanides.
Exemple de referiri la Cipru în literatura străină includ lucrările lui Shakespeare, cu cea mai mare parte a piesei "Othello" de William Shakespeare plasată pe insula Cipru. Scriitorul britanic Lawrence Durrell a locuit în Cipru între 1952 și 1956, în timpul în care a lucrat pentru guvernul colonial britanic pe insulă, și a scris cartea "Bitter Lemons" despre perioada petrecută în Cipru, care a câștigat al doilea premiu Duff Cooper în 1957.

### Presă
În raportul din 2015 privind libertatea presei al organizației Freedom House, Republica Cipru și Ciprul de Nord au fost clasificate ca fiind "libere". Republica Cipru a obținut un scor de 25/100 în libertatea presei, 5/30 în Mediul Legal, 11/40 în Mediul Politic și 9/30 în Mediul Economic (scorurile mai mici sunt mai bune). Reporteri Fără Frontiere au clasat Republica Cipru pe locul 24 din 180 de țări în Indexul Mondial al Libertății Presei din 2015, cu un scor de 15,62.
Legea prevede libertatea de exprimare și a presei, iar guvernul respectă în general aceste drepturi în practică. O presă independentă, un sistem judiciar eficient și un sistem politic democratic funcțional contribuie la asigurarea libertății de exprimare și a presei. Legea interzice interferențele arbitrare cu viața privată, familia, domiciliul sau corespondența, iar guvernul respectă în general aceste interdicții în practică.
Companiile locale de televiziune din Cipru includ Corporația de Radiodifuziune din Cipru, deținută de stat, care operează două canale de televiziune. În plus, pe partea greacă a insulei există canalele private ANT1 Cyprus, Plus TV, Mega Channel, Sigma TV, Nimonia TV (NTV) și New Extra. În Ciprul de Nord, canalele locale sunt BRT, echivalentul turco-cipriot al Corporației de Radiodifuziune din Cipru, și un număr de canale private. Majoritatea programelor locale de artă și cultură sunt produse de Corporația de Radiodifuziune din Cipru și BRT, incluzând documentare de artă, programe de recenzii și seriale dramatice filmate.

### Cinematografie
Cel mai cunoscut regizor cipriot la nivel mondial, care a lucrat în străinătate, este Michael Cacoyannis.
La sfârșitul anilor 1960 și începutul anilor 1970, George Filis a produs și regizat filmele "Gregoris Afxentiou", "Etsi Prodothike i Kypros" și "The Mega Document". În 1994, producția de filme cipriote a primit un impuls odată cu înființarea Comitetului Consultativ pentru Cinematografie. În anul 2000, suma anuală alocată pentru realizarea de filme în bugetul național a fost de 500.000 CYP (aproximativ 850.000 €). Pe lângă granturile guvernamentale, coproducțiile cipriote sunt eligibile pentru finanțare din Fondul Eurimages al Consiliului Europei, care finanțează coproducții de film europene. Până în prezent, patru filme de lung metraj la care un cipriot a fost producător executiv au primit finanțare din partea Eurimages. Primul a fost "I Sphagi tou Kokora" (1996), urmat de "Hellados" (nerecenzat), "To Tama" (1999) și "O Dromos gia tin Ithaki" (2000).

### Gastronomie
În perioada medievală, sub monarhii francezi Lusignan ai Ciprului, s-a dezvoltat o formă elaborată de bucătărie curtenească, care a fuzionat elemente franceze, bizantine și din Orientul Mijlociu. Regii Lusignan erau cunoscuți pentru faptul că aduceau bucătari sirieni în Cipru, și s-a sugerat că una dintre principalele rute pentru importul rețetelor din Orientul Mijlociu în Franța și în alte țări din Europa de Vest, cum ar fi "blancmange", a fost prin intermediul Regatului Lusignan din Cipru. Aceste rețete au devenit cunoscute în Occident sub numele de "vyands de Chypre" sau "mâncăruri din Cipru", iar istoricul gastronomiei William Woys Weaver a identificat peste o sută dintre ele în cărțile de rețete engleze, franceze, italiene și germane din Evul Mediu. Un fel de mâncare care a devenit deosebit de popular în toată Europa în perioada medievală și în cea modernă timpurie a fost un fel de tocăniță făcută cu pui sau pește, numită "malmonia", care în engleză a devenit "mawmeny".
Un alt exemplu de ingredient alimentar cipriot care a intrat în canonul european occidental este conopida, care este încă populară și folosită în diverse moduri pe insulă astăzi și care a fost asociată cu Cipru încă din Evul Mediu timpuriu. Scriind în secolele XII și XIII, botanistii arabi Ibn al-'Awwam și Ibn al-Baitar susțineau că această legumă își are originile în Cipru, iar această asociere cu insula a fost reflectată și în Europa de Vest, unde conopida era cunoscută inițial sub numele de "varză de Cipru" sau "colewart de Cipru". A existat, de asemenea, un comerț lung și extins cu semințe de conopidă din Cipru, până bine în secolul al XVI-lea.

O imagine Sentinel-2 a Ciprului făcută în 2022

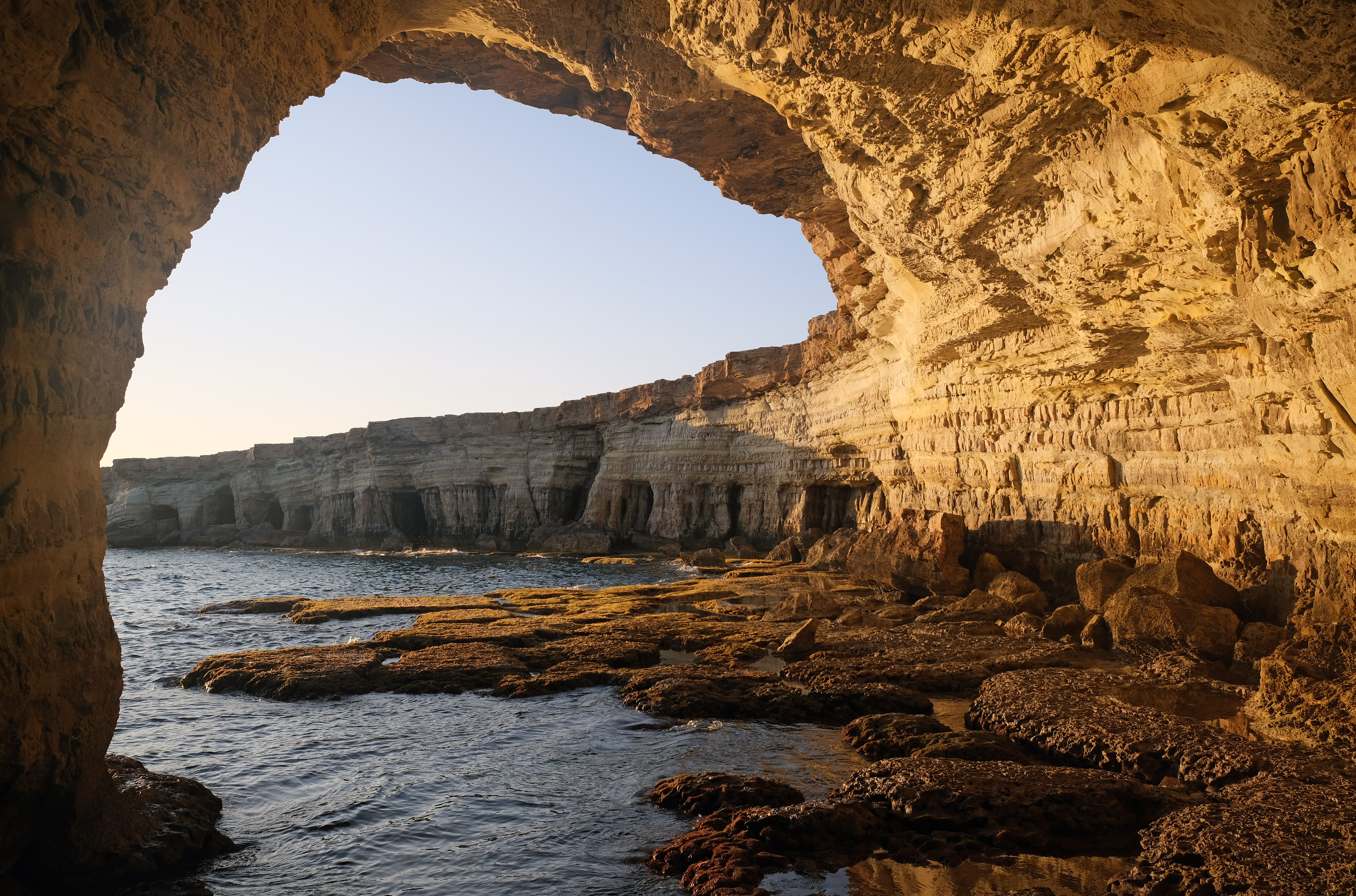
Peșteri marine de la Capul Greco

Deși o mare parte din cultura culinară Lusignan a fost pierdută după căderea Ciprului sub dominația otomană în 1571, câteva feluri de mâncare care ar fi fost familiare lusignanilor supraviețuiesc astăzi, inclusiv diverse forme de tahini și hummus, zalatina, skordalia și păsări cântătoare sălbatice murate numite "ambelopoulia". "Ambelopoulia", care astăzi este extrem de controversată și ilegală, era exportată în cantități mari din Cipru în perioadele Lusignan și venețiană, în special în Italiași Franța. În 1533, călătorul englez în Cipru, John Locke, susținea că a văzut păsările sălbatice murate împachetate în borcane mari, dintre care 1200 de borcane erau exportate anual din Cipru.
De asemenea, familiar lusignanilor ar fi fost brânza Halloumi, despre care unii scriitori gastronomici de astăzi susțin că ar fi originară din Cipru în perioada bizantină, deși se crede că numele brânzei provine din arabă. Nu există dovezi documentare scrise care să asocieze brânza cu Ciprul înainte de anul 1554, când istoricul italian Florio Bustron a scris despre o brânză din lapte de oaie din Cipru pe care o numea "calumi". Halloumi(Hellim) este servită în mod obișnuit feliată, la grătar, prăjită și uneori proaspătă, ca aperitiv sau meze.
Preparatele din fructe de mare și pește includ calamar, Caracatiță, barbun și Biban de mare. Castravetele și roșia sunt folosite pe scară largă în salate. Preparatele comune de legume includ cartofi în ulei de măsline și pătrunjel, conopidă și sfeclă murată, sparanghel și colocaz. Alte delicatese tradiționale sunt carnea marinată în semințe de coriandru uscat și vin, și apoi uscată și afumată, cum ar fi lountza (mușchi de porc afumat), miel la grătar, Souvlaki(porc și pui gătit pe cărbuni) și sheftalia (carne tocată înfășurată în prapore). Pourgouri (bulgur, grâu spart) este sursa tradițională de carbohidrați în afară de pâine și este folosit pentru a prepara delicatesa "koubes".
Legumele și fructele proaspete sunt ingrediente comune. Legumele utilizate frecvent includ Dovlecel, Ardei verzi, bame, fasole verde, anghinare, morcovi, roșii, castraveți, salată verde și frunze de viță de vie, precum și leguminoase precum Fasole, bobul, Mazăre, fasolea neagră, Năut și Linte. Cele mai comune fructe și nuci sunt perele, merele, strugurii, portocalele, mandarinele, nectarinele, moșmoanele, murele, cireșele, căpșunile, smochinele, pepenele verde, pepenele galben, avocado, lămâia, fisticul, migdala, castana, nuca și aluna.
Cipru este, de asemenea, bine cunoscut pentru deserturile sale, inclusiv "lokum" (cunoscut și sub numele de deliciu turcesc) și "Soutzoukos". Această insulă are indicație geografică protejată (IGP) pentru "lokum"-ul produs în satul Geroskipou.

### Sport

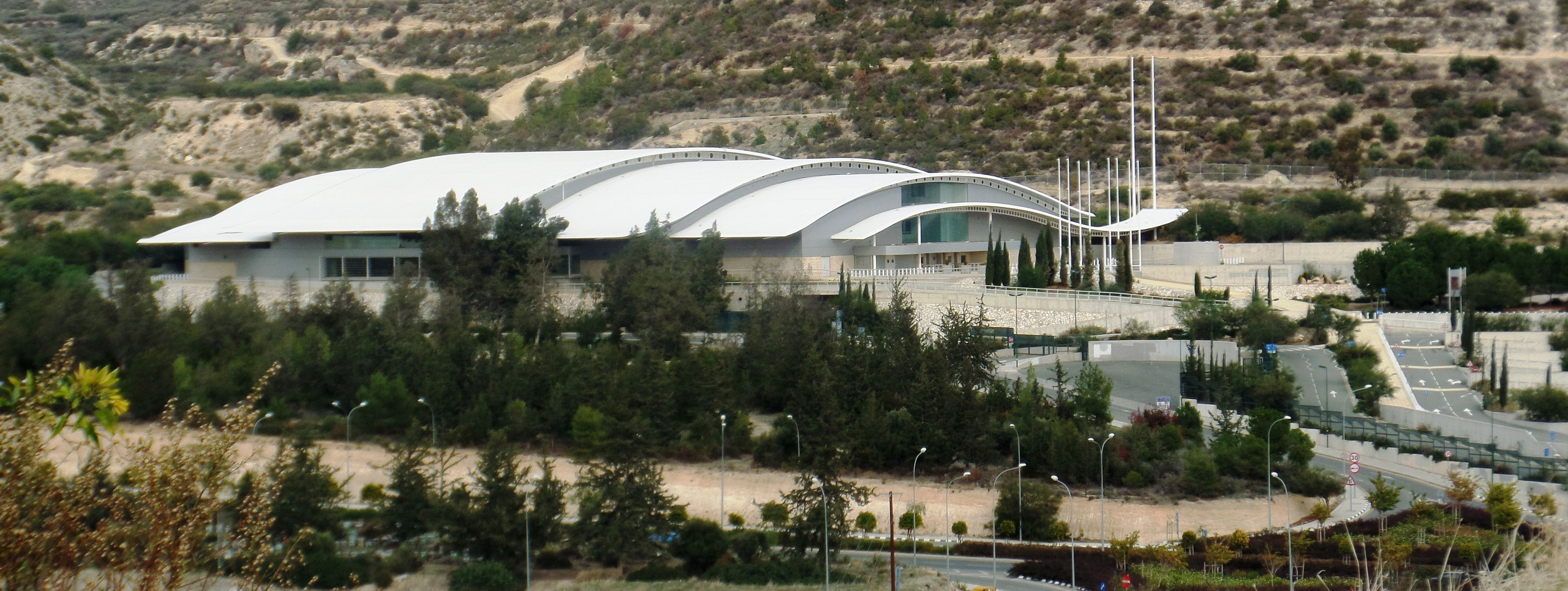
Centrul sportiv Spyros Kyprianou din Limassol

Organismele de conducere sportivă din Cipru includ Asociația de Fotbal din Cipru, Federația de Baschet din Cipru, Federația de Volei din Cipru, Asociația de Automobilism din Cipru, Federația de Badminton din Cipru, Asociația de Cricket din Cipru, Federația de Rugby din Cipru și Asociația de Biliard din Cipru.
Echipele sportive notabile din ligile cipriote includ APOEL FC, Anorthosis Famagusta FC, AC Omonia Nicosia, AEL Limassol, Apollon Limassol FC, Nea Salamina Famagusta FC, Olympiakos Nicosia, AEK Larnaca FC, Aris Limassol FC, AEL Limassol B.C., Keravnos B.C. și Apollon Limassol B.C. Stadionurile sau arenele sportive includ Stadionul GSP (cel mai mare din zonele controlate de Republica Cipru), Stadionul Tsirion (al doilea ca mărime), Stadionul Neo GSZ, Stadionul Antonis Papadopoulos, Stadionul Ammochostos, Stadionul Makario și Stadionul Alphamega.
În sezonul 2008–09, Anorthosis Famagusta FC a fost prima echipă cipriotă care s-a calificat în faza grupelor Ligii Campionilor UEFA. În sezonul următor, APOEL FC s-a calificat în faza grupelor Ligii Campionilor UEFA și a ajuns în sferturile de finală ale Ligii Campionilor UEFA 2011–12, după ce a terminat pe primul loc în grupa sa și a învins Olympique Lyonnais din Franța în optimile de finală.
Echipa națională de rugby a Ciprului, cunoscută sub numele de The Moufflons, deține în prezent recordul pentru cele mai multe victorii internaționale consecutive, ceea ce este deosebit de remarcabil, având în vedere că Federația de Rugby din Cipru a fost înființată abia în 2006.
Fotbalistul Sotiris Kaiafas a câștigat Gheata de Aur Europeană în sezonul 1975–76; Cipru este cea mai mică țară ca populație care a avut un jucător ce a câștigat acest premiu. Tenismenul Marcos Baghdatis a fost clasat pe locul 8 mondial, a fost finalist la Australian Open și a ajuns în semifinalele de la Wimbledon, toate în 2006. Săritorul în înălțime Kyriakos Ioannou a reușit un salt de 2,35m la cel de-al 11-lea Campionat Mondial de Atletism IAAF de la Osaka, Japonia, în 2007, câștigând medalia de bronz. A fost clasat pe locul trei în lume. În motorsport, Tio Ellinas este un pilot de curse de succes, concurând în prezent în seria GP3 pentru Marussia Manor Motorsport. De asemenea, există și luptătorul de arte marțiale mixte Costas Philippou, care a concurat în divizia mijlocie a UFC din 2011 până în 2015. Costas are un record de 6–4 în meciurile UFC.
De asemenea, remarcabil pentru o insulă mediteraneană, frații Christopher și Sophia Papamichalopoulou s-au calificat la Jocurile Olimpice de iarnă din 2010, desfășurate la Vancouver, Columbia Britanică, Canada. Ei au fost singurii sportivi care au reușit să se califice și astfel au reprezentat Cipru la Jocurile Olimpice de iarnă din 2010.
Prima medalie olimpică din istoria țării, o medalie de argint, a fost câștigată de navigatorul Pavlos Kontides la Jocurile Olimpice de vară din 2012, la proba de Laser masculin.

## Organizare administrativă
- Districtul Famagusta
- Districtul Kyrenia
- Districtul Larnaca
- Districtul Limassol
- Districtul Nicosia
- Districtul Paphos

## Galerie de imagini

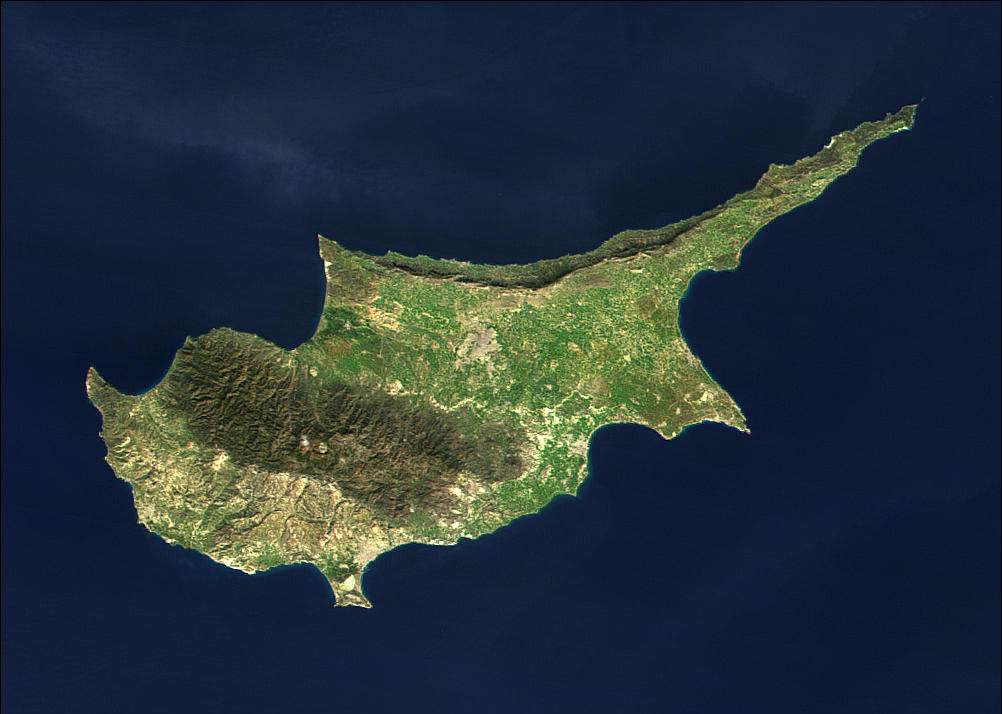
Cipru văzut din satelit (imagine oferită de NASA)
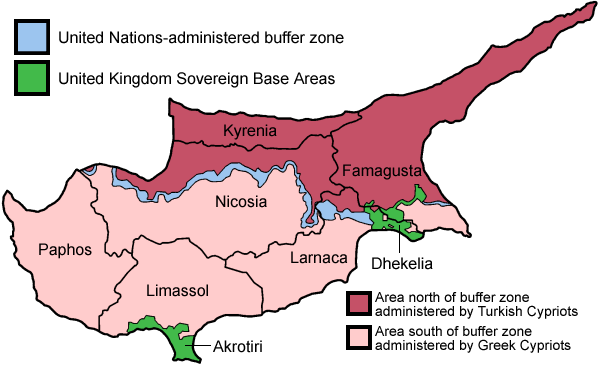
Harta organizării administrative a Ciprului
Biserica cu picturi murale de la Kykkos (regiunea Troodos)
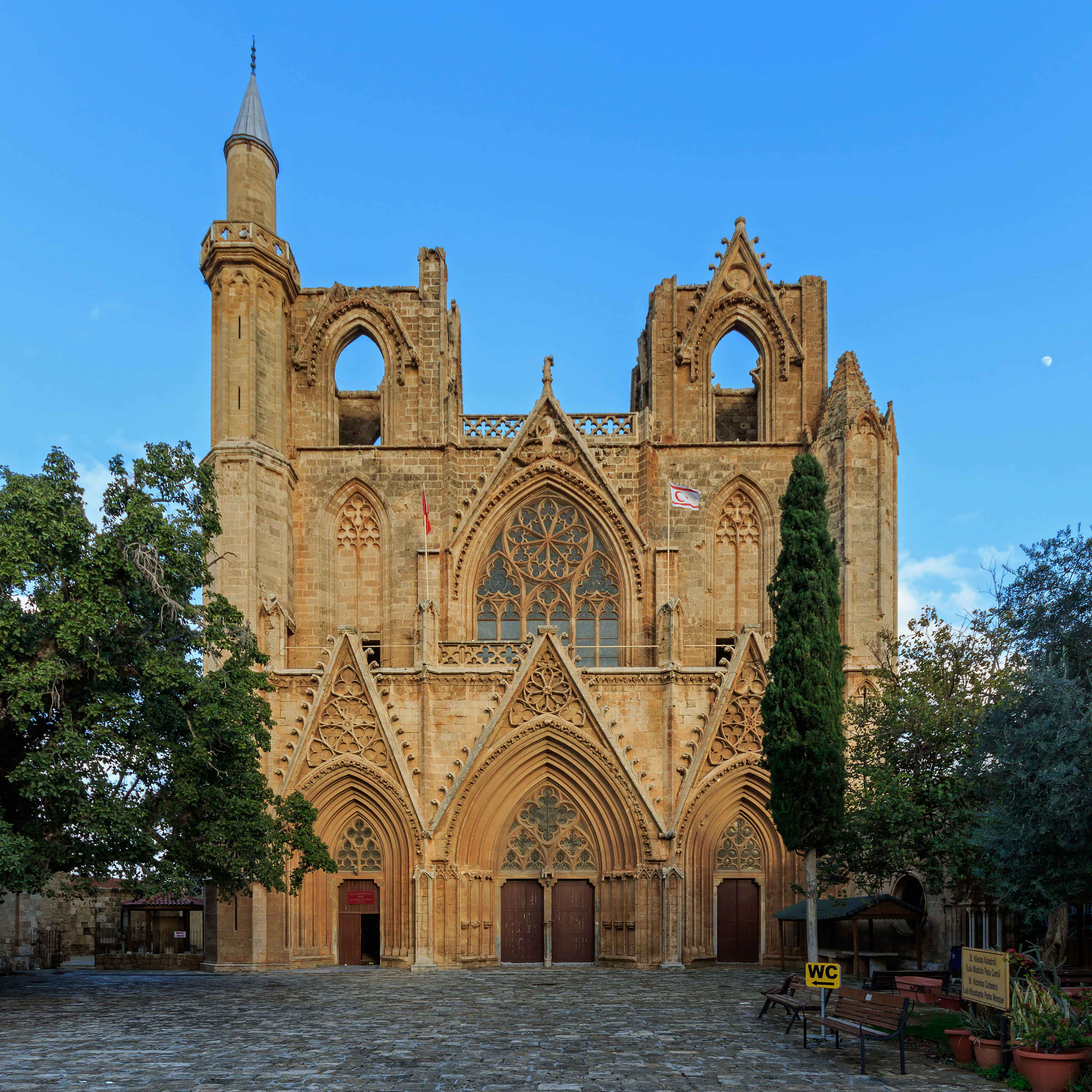
Moscheea lui Lala Mustafa Pașa, fosta catedrală Sfântul Nicolae